# 프랑스의 자동차 산업
프랑스는 자동차 산업의 선구자였으며, 2015년 생산량 기준으로 세계 11위의 자동차 제조업체이자 유럽에서 3번째로 큰 제조업체이다(독일과 스페인 다음). 제2차 세계 대전 말부터 2000년까지 꾸준히 4위를 유지했다. 프랑스 제조 제품 매출의 16%를 차지한다.
시장 조사 예측에 따르면, 프랑스 자동차 시장은 연평균 성장률(CAGR) 약 6.5%로 성장하여 2029년까지 약 509억 달러 규모에 도달할 것으로 예상된다.
프랑스에는 두 개의 주요 자동차 제조 회사가 있다.
- 스텔란티스 (원래 그루프 PSA의 일부였던 푸조, 시트로엥, DS, 오펠/복스홀 브랜드를 소유).
- 르노 그룹 (르노, 알핀, 다키아, 르노코리아 브랜드를 소유하고 닛산 자동차의 43%를 소유)은 2015년 유럽에서 3번째로 크고 세계에서 10번째로 큰 자동차 제조업체이다.

또한 토요타는 소형 승용차 생산을 위해 프랑스에서 공장을 운영한다.
생산량이 적은 프랑스 자동차 제조업체는 다음과 같다.
- 부가티, 몰샤임에 본사를 둔 부가티 리막의 고급 브랜드이다.
- 벤츄리, 소규모 스포츠카 제조업체이자 포뮬러 E 팀 스폰서.
- Aixam 및 메가, 엑스레뱅에 본사를 둔 Polaris Industries의 마이크로 자동차 브랜드.
- 마이크로카 및 Ligier, Abrest에 본사를 둔 Driveplanet의 마이크로카 브랜드.

프랑스에 기반을 둔 르노트럭은 주요 상용차 생산 업체이며 볼보가 소유하고 있다. 그루프 PSA와 르노 모두 프랑스 외부에서 많은 수의 차량을 생산한다. 프랑스 자동차 제조업체는 오랫동안 프랑스어권 아프리카에서 지배적이었으나, 1970년대부터 일본이 더 낮은 가격과 적합한 경량 오프로드 자동차 및 트럭의 가용성으로 인해 시장에 진출하기 시작했다.
프랑스에서 디자인된 자동차는 유럽 올해의 차 및 세계 올해의 차 상을 여러 번 수상했다. 시트로엥 DS는 Car of the Century 상에서 3위를 차지했으며, Classic & Sports Car 잡지에서 역사상 가장 아름다운 자동차로 선정되었다.

## 18세기와 19세기

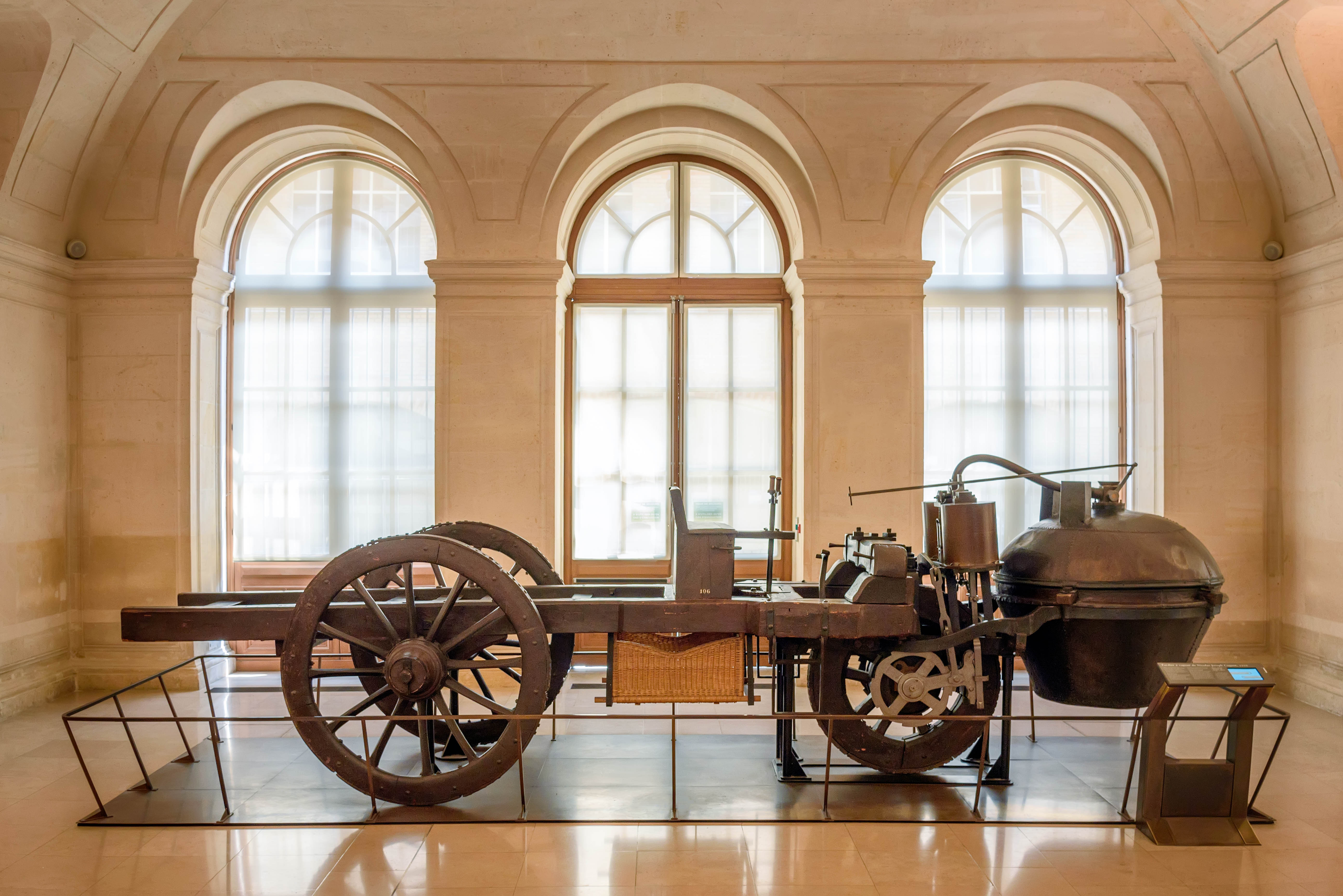
니콜라 조제프 퀴뇨의 1770년 Fardier à Vapeur, 세계 최초의 자동차

1769년 – 니콜라 조제프 퀴뇨는 최초의 자가 추진 기계 차량을 제작한다.
1807년 – François Isaac de Rivaz는 수소 동력 내연 기관을 발명한다.
1859년 – 장 조제프 에티엔 르누아르는 내연 기관을 개발한다.
1884년 – 에두아르 델라메르-드부트빌은 프랑스에서 최초의 가솔린 동력 자동차를 제작한 것으로 인정받는다.
1885년 – Amédée Bollée는 증기 동력 차량 제조를 시작한다.
1887년 – Léon Serpollet은 증기 동력 차량 제작을 시작한다.

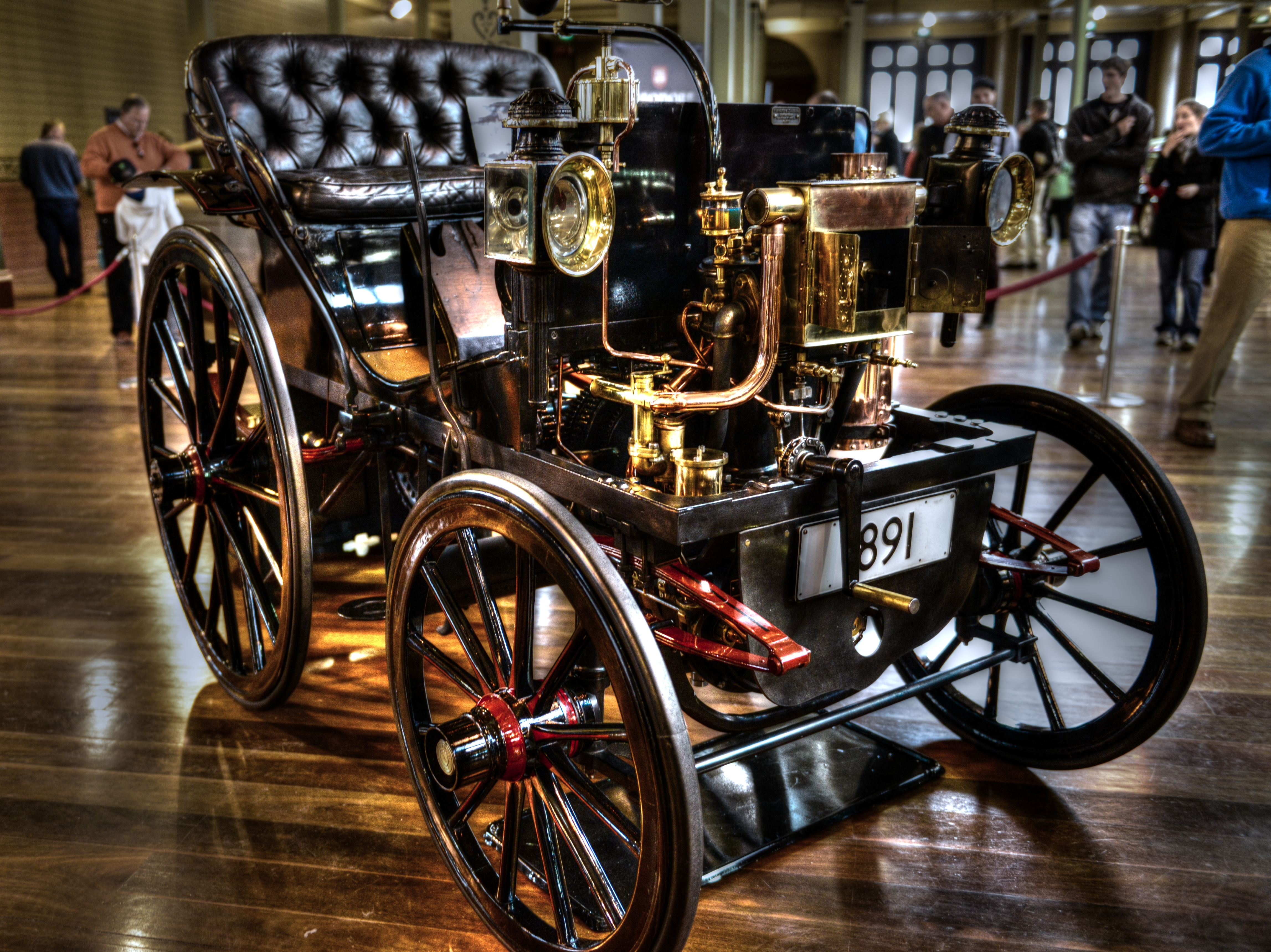
1891년 파나르 & 르바소르

1887년 – 파나르는 René Panhard와 Émile Levassor에 의해 자동차 제조 회사로 설립되었으며, 첫 자동차는 1891년에 생산되었다.
1890년 – 아르망 푀조는 다임러 가솔린 동력 내연 기관으로 구동되는 4륜 자동차를 생산한다.
1894년 – Albert de Dion과 Georges Bouton은 단일 실린더 가솔린 동력 엔진을 생산했고, 1898년에는 4륜차를 생산했다. 그들은 이전에 1883년부터 증기 동력 차량을 제작했다.
1894년 – 들라이예는 Emile Delahaye에 의해 설립되었다. 이 회사는 1954년에 Hotchkiss et Cie에 인수되어 자동차 생산을 중단했다.
1896년 – 아르망 푀조는 자신의 엔진을 자동차에 직접 제작하고 장착하기 시작한다.
1896년 – 레옹 볼레는 가솔린 동력 자동차를 제작한다.

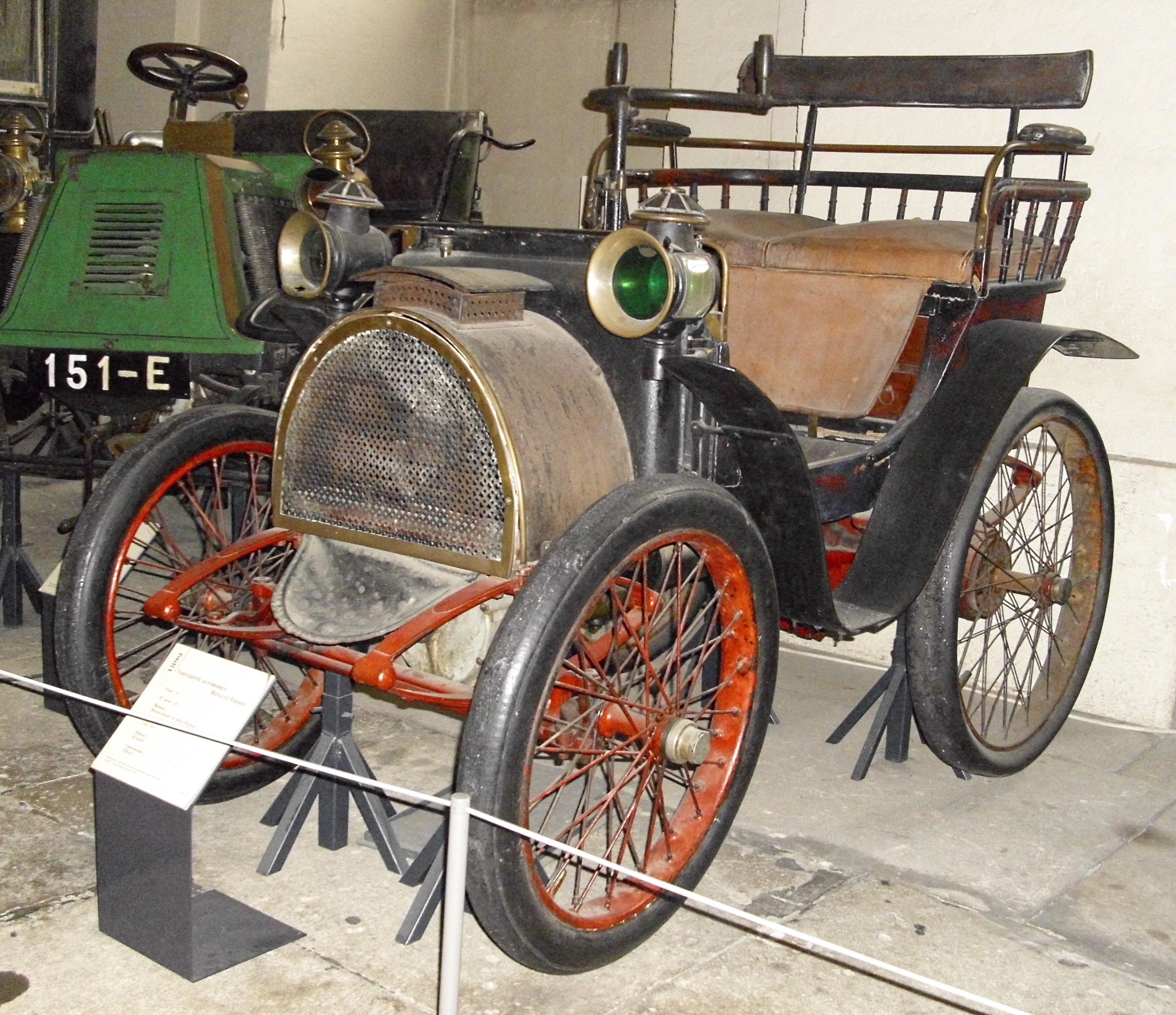
1899년 르노 타입 A

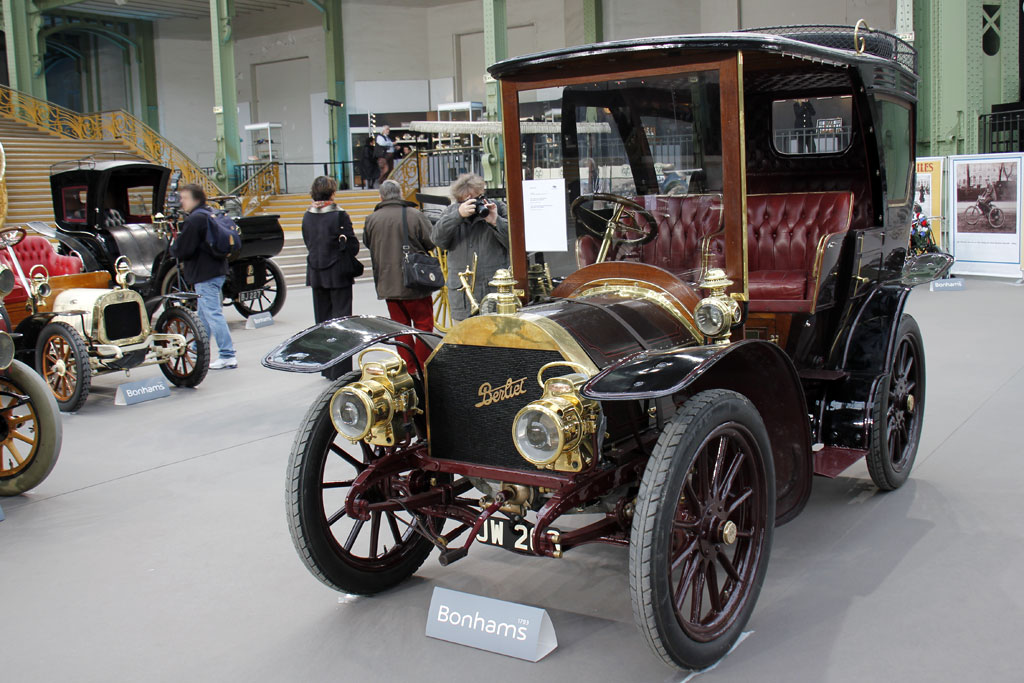
1903년 Berliet 20CV 데미 리무진

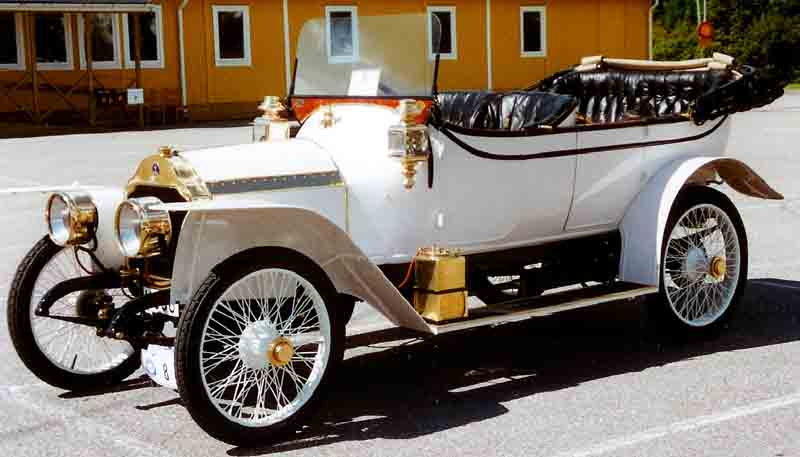
1912년 Lorraine-Dietrich 12 HP 토르페도

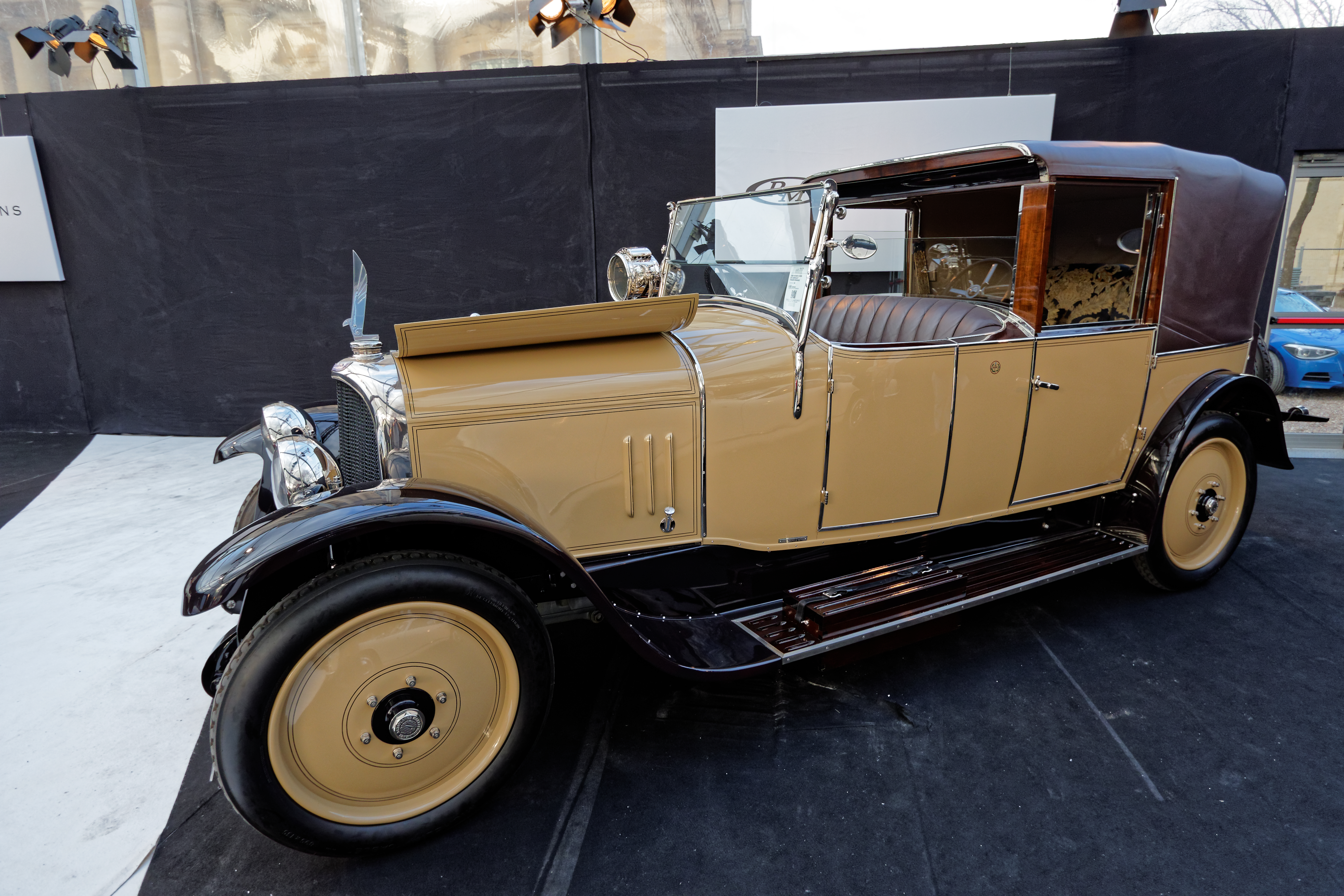
1925년 Avions Voisin C3 카브리올레 트랜스포머블

1898년 – 르노 형제인 루이, 마르셀, 페르낭은 첫 자동차를 판매한다.

## 1900년–1950년

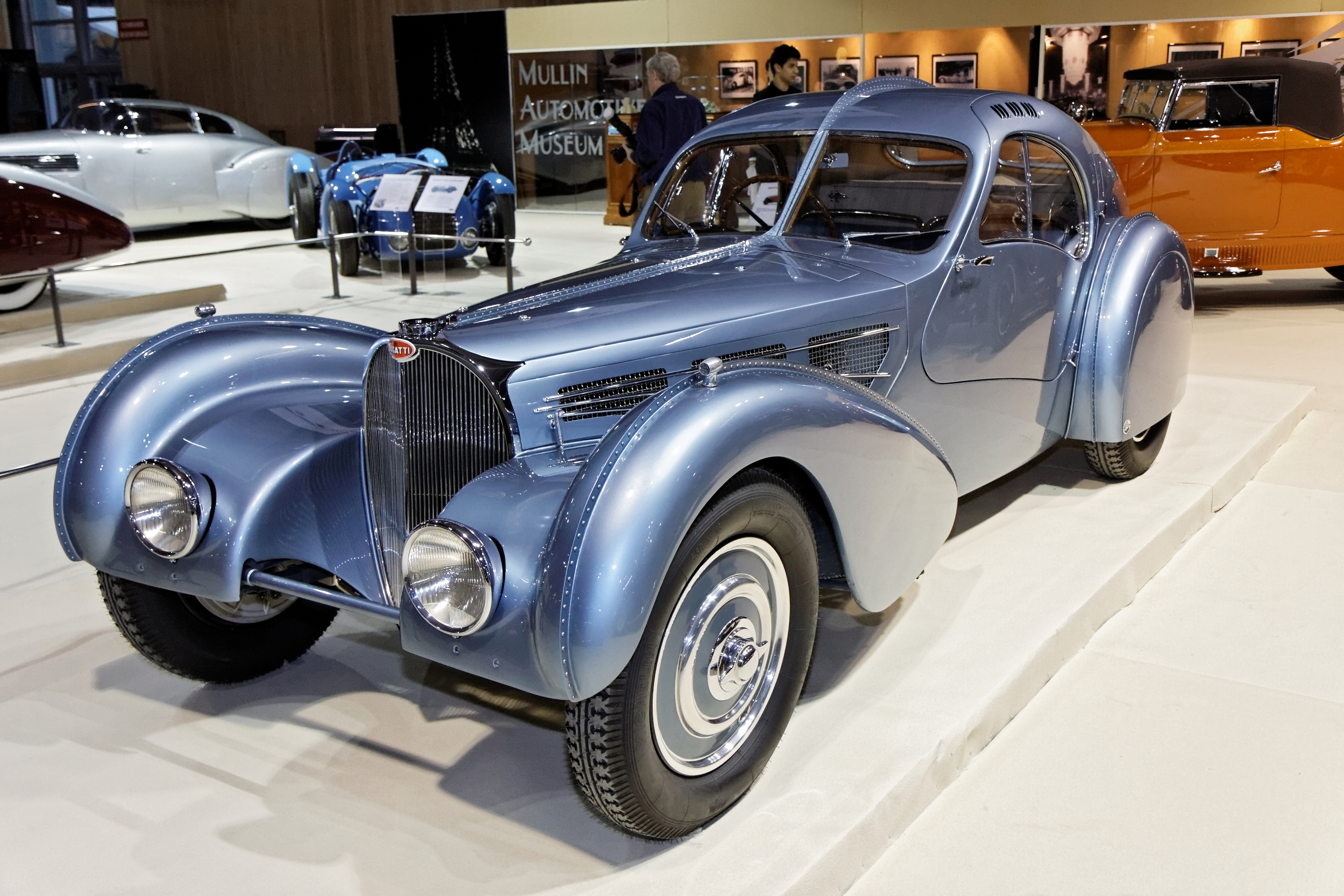
1936년 부가티 타입 57SC 아틀란틱

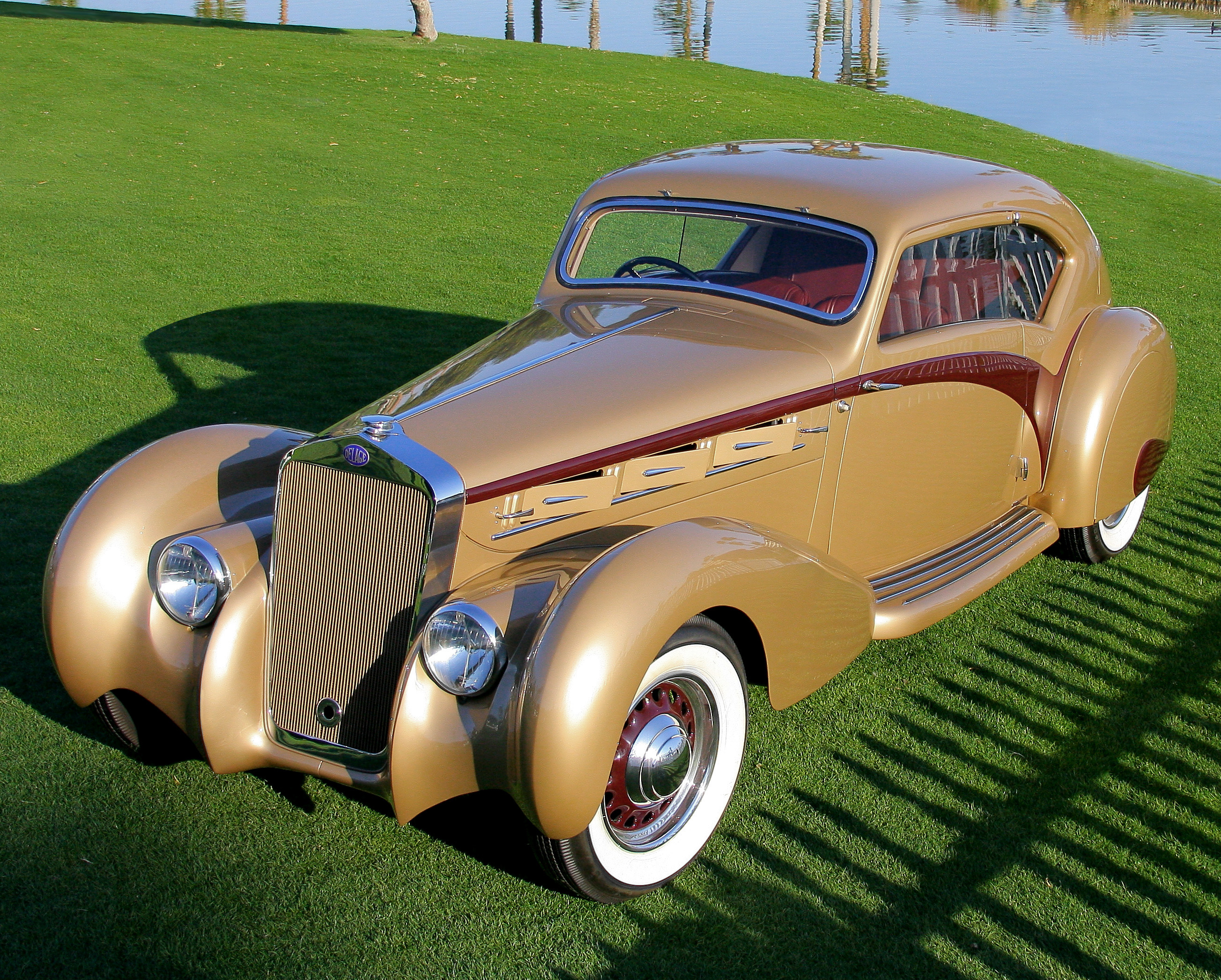
1937년 들라주 D8 120 에어로스포츠 쿠페

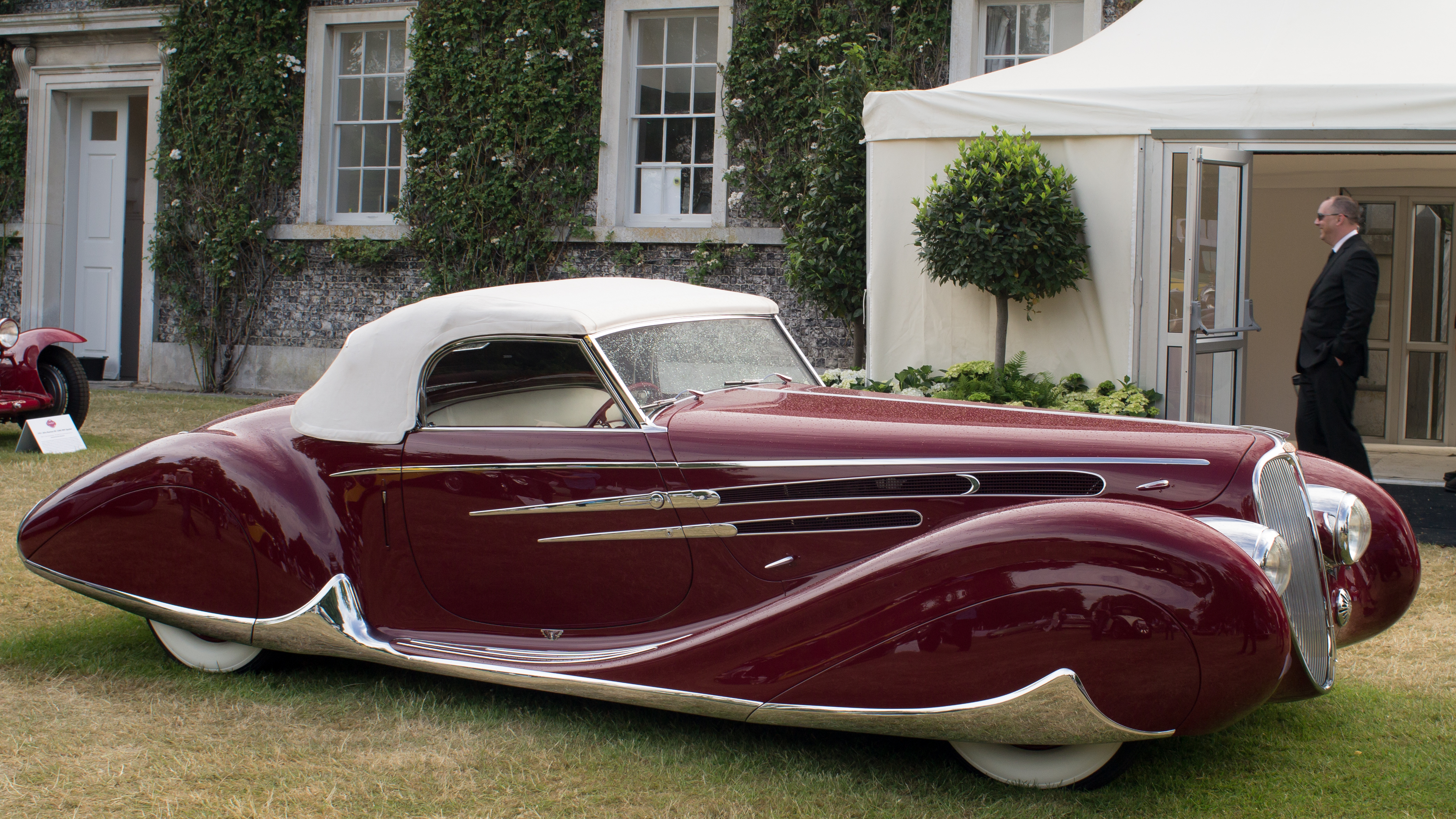
1939년 들라이예 타입 165 카브리올레

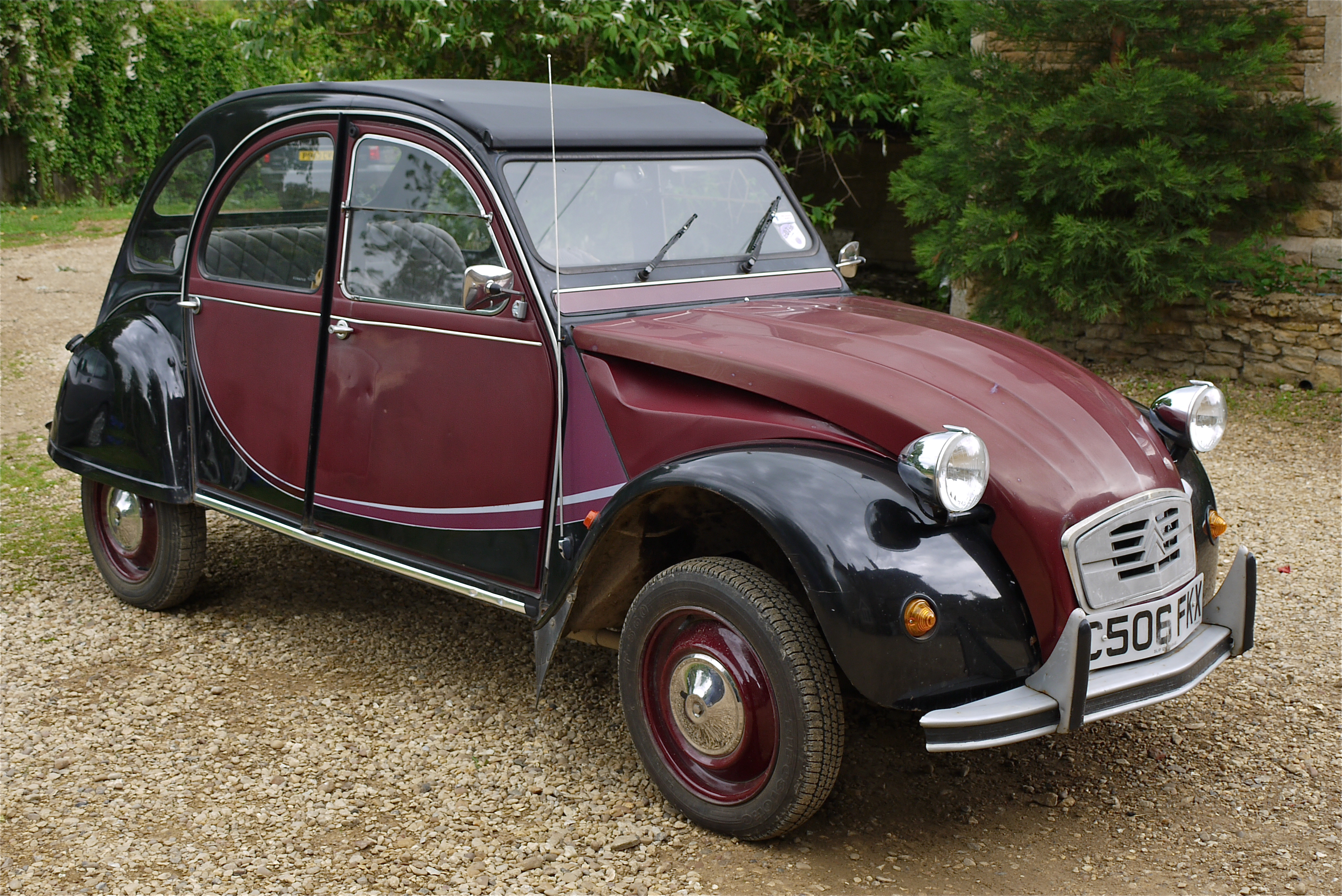
시트로엥 2CV

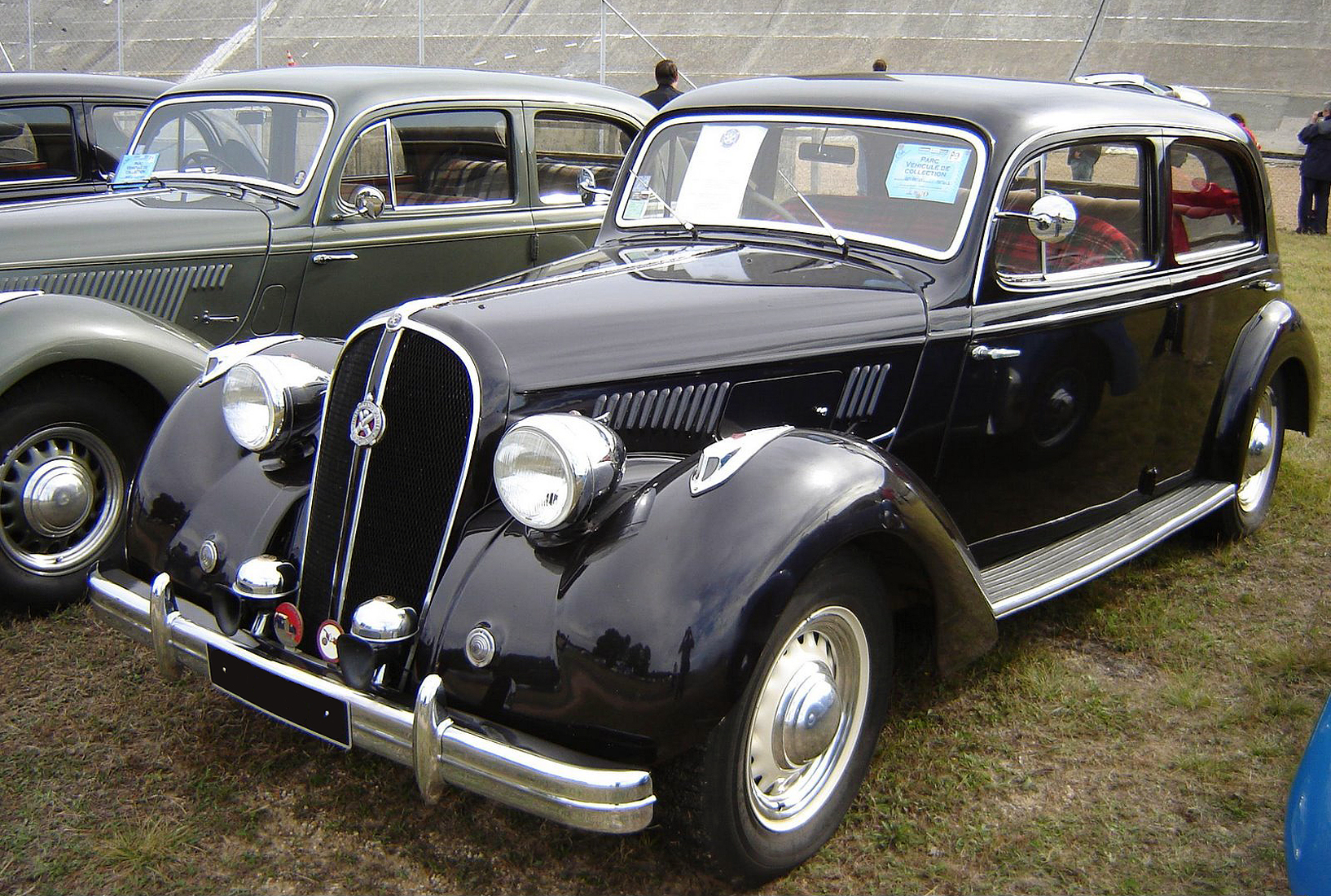
Hotchkiss Artois

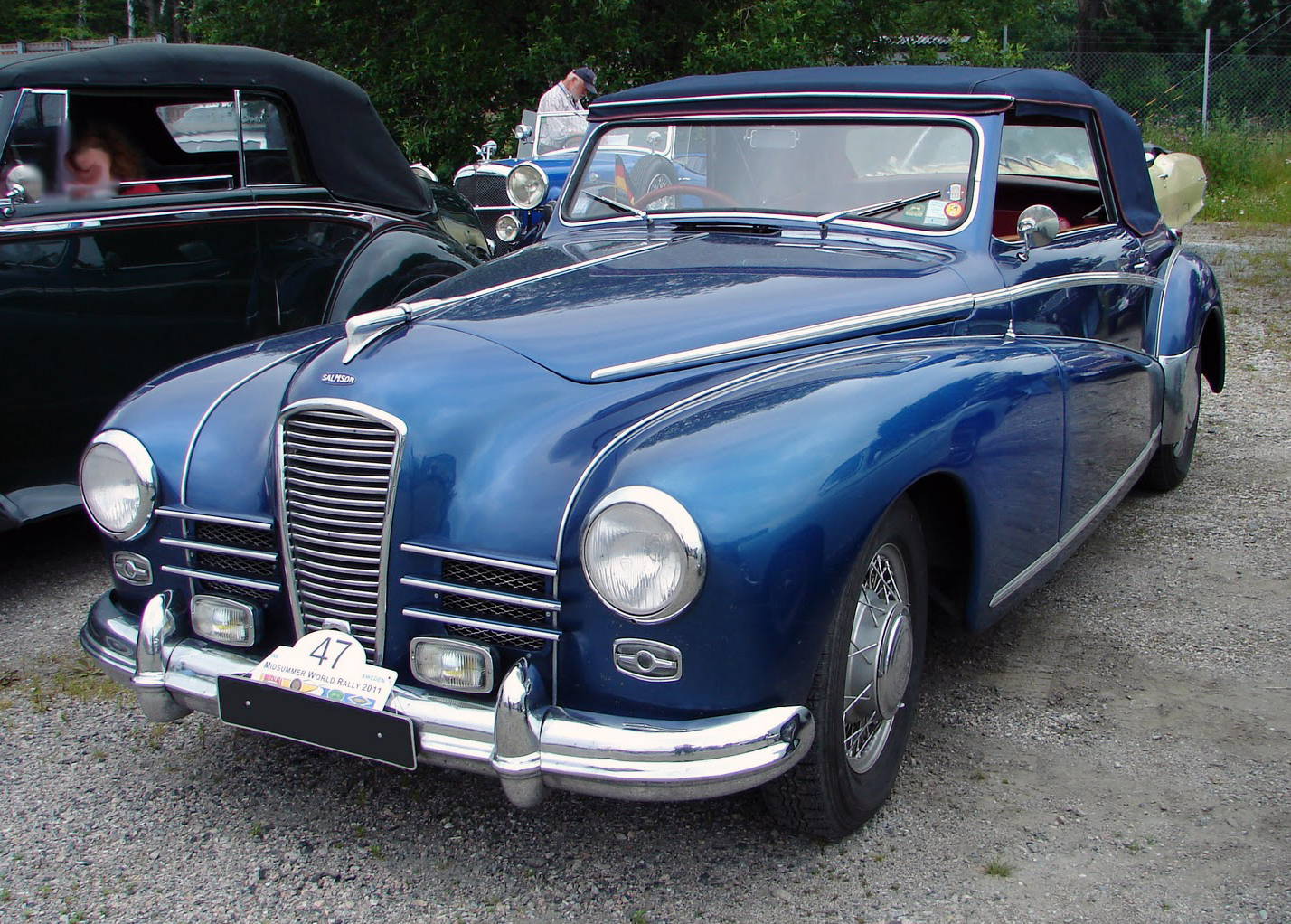
Salmson 카브리올레 G72

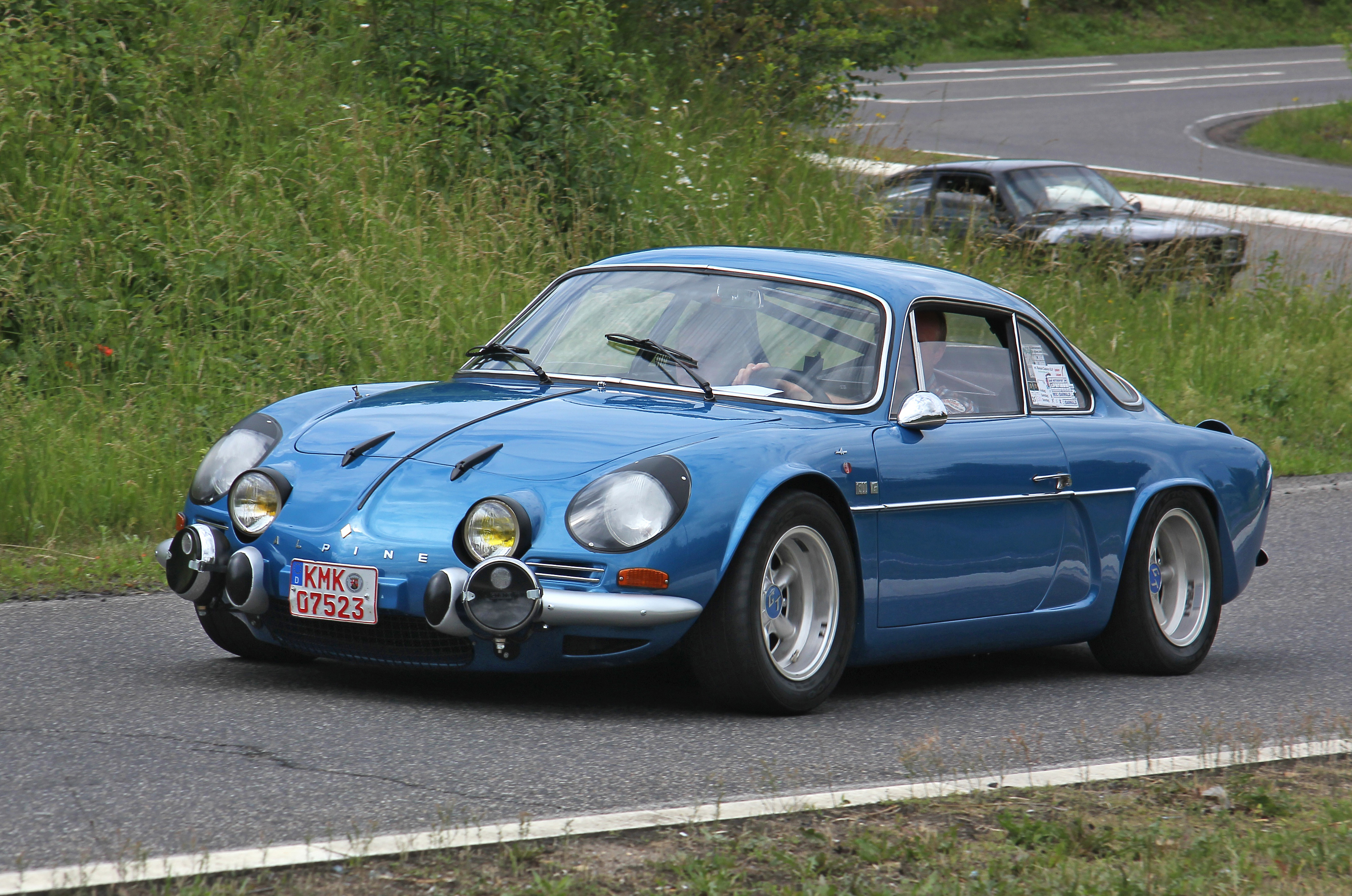
알핀 A110

1903년 – 프랑스는 30,124대의 자동차를 생산하여(세계 총 생산량의 거의 49%) 세계 선도적인 자동차 제조업체로 남아 있으며, 미국은 11,235대를 생산했다.
1903년 – Hotchkiss et Cie가 설립된다. 이 회사는 1950년에 푸조에 인수되었지만, 1955년까지 자동차 생산을 중단한다.
1905년 – 들라주는 Louis Delage에 의해 설립된다. 이 회사는 1935년에 들라이예에 인수되었지만 1954년에 자동차 생산을 중단한다.
1910년 – 에토레 부가티는 몰샤임에서 부가티 회사를 시작한다(당시 독일, 현재 프랑스). 생산은 1956년에 종료된다.
1911년 – 이스파노 수이자의 프랑스 지부가 설립된다. 자동차 생산은 1938년에 종료된다.
1919년 – Avions Voisin은 Gabriel Voisin에 의해 설립된다. 생산은 1939년에 중단된다. 전쟁 후 보아쟁은 마이크로카인 Biscuter를 디자인했다.
1919년 – 앙드레 시트로엥에 의해 시트로엥이 설립된다.
1920년 – Darracq(1896년 설립)는 Sunbeam 및 Talbot과 합병하여 1935년에 Talbot-Lago가 된다. 이 회사는 1959년에 심카에 인수된다.
1921년 – Amilcar가 설립된다. 이 회사는 1937년에 Hotchkiss et Cie와 합병하여 1939년에 생산을 중단한다.
1921년 – Salmson이 자동차 생산을 시작한다. 1957년에 이 회사는 르노에 인수된다.
1922년 – Leon Paulet이 자동차 생산을 시작한다.
1929년 – 프랑스의 연간 자동차 생산량은 승용차 253,000대로 정점에 달했으며, 이 수준은 제2차 세계 대전 이후까지 달성되지 못했다.
1933년 – 프랑스 승용차 생산량은 140,635대로, 프랑스는 영국의 220,775대에 밀려 유럽 최고의 자동차 생산국 지위를 잃었다. 그러나 프랑스 도로는 프랑스 자동차 산업이 세계를 주도했던 30년의 대부분을 반영하며, 1,448,000대의 "차량 보유량"으로 영국(1,210,880대 등록)과 독일(510,680대 등록)보다 앞섰다.
1934년 – 심카는 Henri Pigozzi가 피아트 자동차를 제작하기 위해 설립된다.
1934년 – 시트로엥은 전륜 구동과 유니타리 구조를 특징으로 하는 Traction Avant를 출시한다. 시트로엥은 파산하고 미쉐린 타이어 회사에 인수된다.
1934년 – Matford는 포드 자동차 제작을 시작하지만 1939년에 중단한다. 1947년에 이 회사는 Ford SAF로 재편되어 포드 이름으로 자동차를 판매한다.
1936년 – 1930년대에 영국과 독일 경제가 급성장하는 동안, 프랑스 경제의 성장은 기껏해야 시험적이었으며, 10년 중반 인민전선 시기에는 파괴적인 파업과 경제 마비 기간이 있었다. 독일에서 히틀러 정부는 "재정 부양책"에 대한 케인스적 접근 방식에 의해 추진되는 급진적인 경제 전략에서 독일 자동차 산업을 중심적인 역할로 대우했다. 1936년 프랑스는 유럽의 자동차 생산국 중 2위에서 3위로 떨어져 204,000대를 기록했으며, 독일의 생산량은 승용차 213,117대였다.
1945년 – 르노는 국유화되어 프랑스어: Régie nationale des usines Renault (RNUR)라고 불린다.
1945년 – 퐁 플랜은 정치인과 공무원이 정한 우선순위에 따라 프랑스 자동차 산업을 구조화하려는 정부의 결정을 반영했다. 선별된 자동차 제조업체가 선호된다. 대형 엔진에 대한 징벌적인 세금마력이 부과되어 1950년대 중반까지 부가티, 들라주, 들라이예, Hotchkiss et Cie, Salmson, Talbot-Lago와 같은 대부분의 그랑드 루티에르가 사라지게 된다.
1946년 – 르노는 르노 4CV 모델을 출시한다.
1948년 – 시트로엥은 시트로엥 2CV 모델을 출시하는데, 독일의 폭스바겐 비틀과 같은 맥락으로 "국민차"로 판매되는 소형 전륜 구동 살롱이다.
1948년 – 푸조는 푸조 203 모델을 출시한다.

## 1950년–2000년
1954년 – Facel Vega 설립.

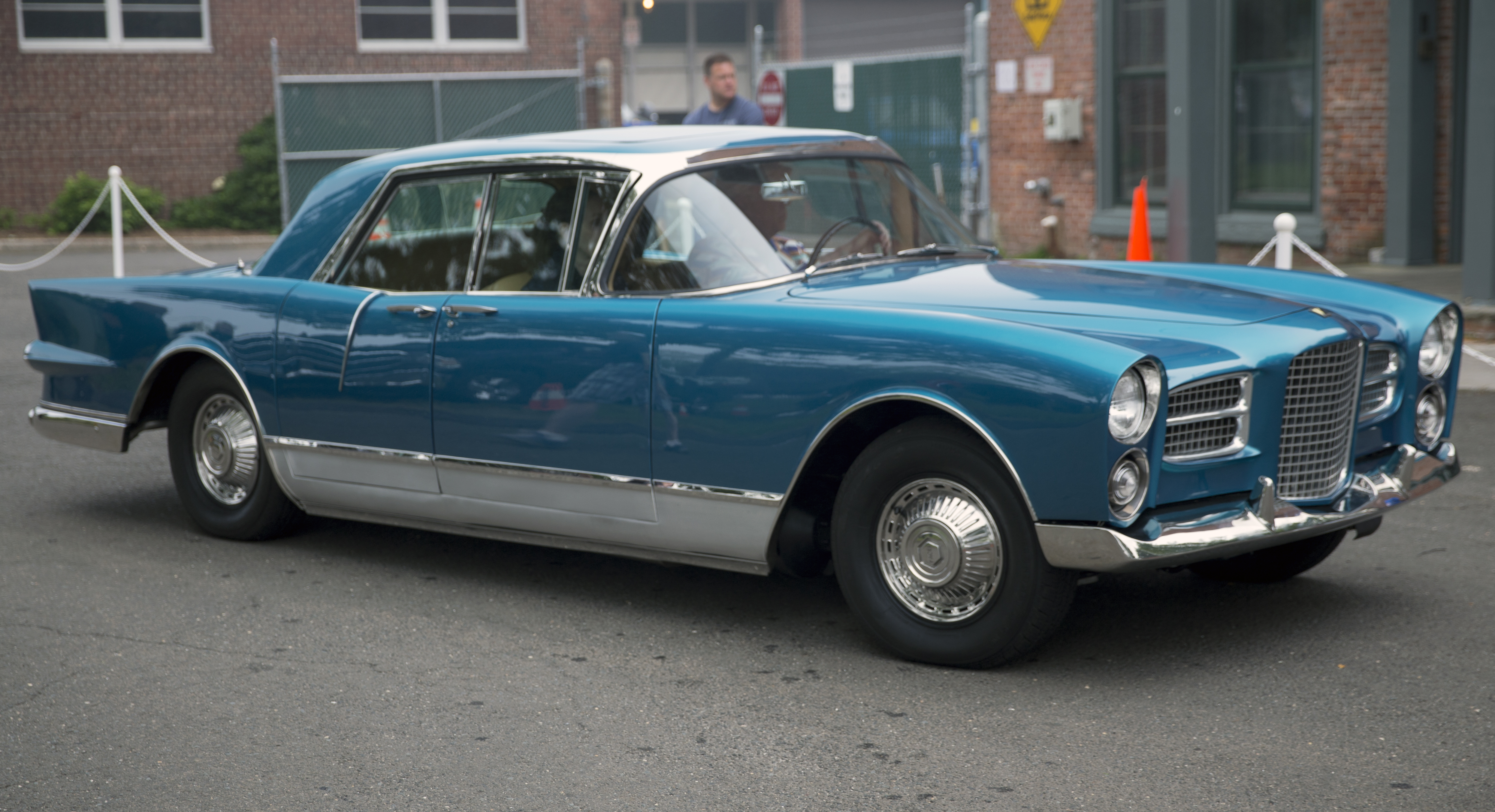
Facel Vega Excellence

1954년 – 심카는 Ford SAF를 인수한다.
1955년 – 시트로엥은 디스크 브레이크와 자동 레벨링 서스펜션이 장착된 시트로엥 DS 모델을 출시한다.
1955년 – Alpine (car maker)는 Jean Rédélé에 의해 설립되어 일련의 스포츠카를 개발한다. 시트로엥 라인업의 플래그십 살롱 자동차인 시트로엥 DS가 출시된다.

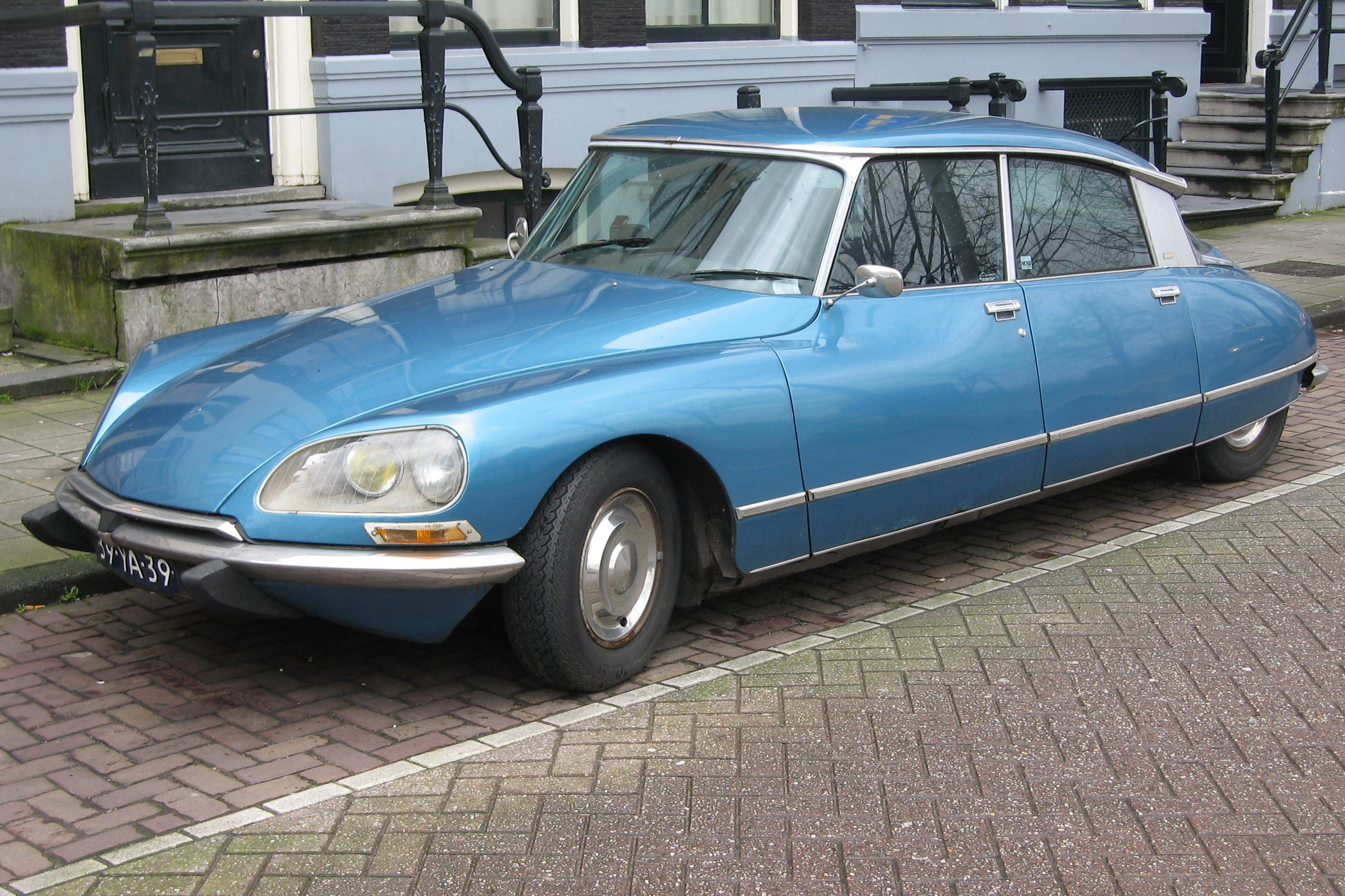
시트로엥 DS

1957년 – 23년간의 시트로엥 트락시옹 아방 생산 종료.
1960년 – 푸조 404 살롱 모델 출시.
1961년 – 르노 4 출시. 프랑스에서 시트로엥 2CV가 지배하는 저가 시장과 폭스바겐 비틀, BMC의 신형 미니와 같은 외국 경쟁자를 겨냥한 소형 스테이션 왜건이다.
1963년 – 미국의 자동차 거대 기업 크라이슬러는 심카의 지분 63%를 인수한다.
1964년 – 재정 문제로 인해 자동차 생산 10년 만에 Facel Vega 폐쇄.
1965년 – 마트라는 자동차 생산을 시작한다. 시트로엥은 파나르를 인수하고 승용차에서 브랜드를 단계적으로 폐지한다. 대형 패밀리 해치백(자동차 바디 스타일 중 최초의 양산차)인 르노 16이 출시되고 유럽 올해의 차로 선정된다.
1968년 – 시트로엥은 이탈리아 스포츠 및 고급 자동차 제조업체인 마세라티를 인수한다. 푸조는 대형 후륜 구동 패밀리 살롱인 504를 출시하고 유럽 올해의 차로 선정된다.
1969년 – 르노 12 중형 살롱 및 스테이션 왜건 라인업이 출시되지만, 이탈리아의 피아트 128에 돌아간 유럽 올해의 차 상을 놓친다.

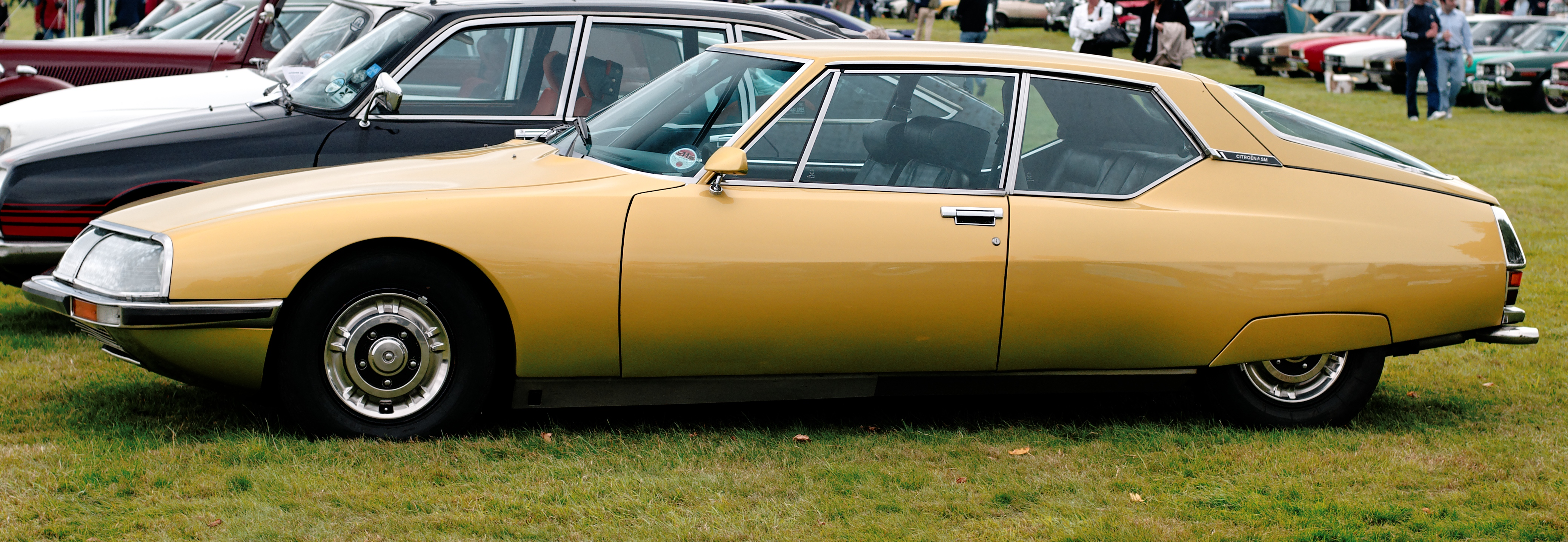
시트로엥 SM

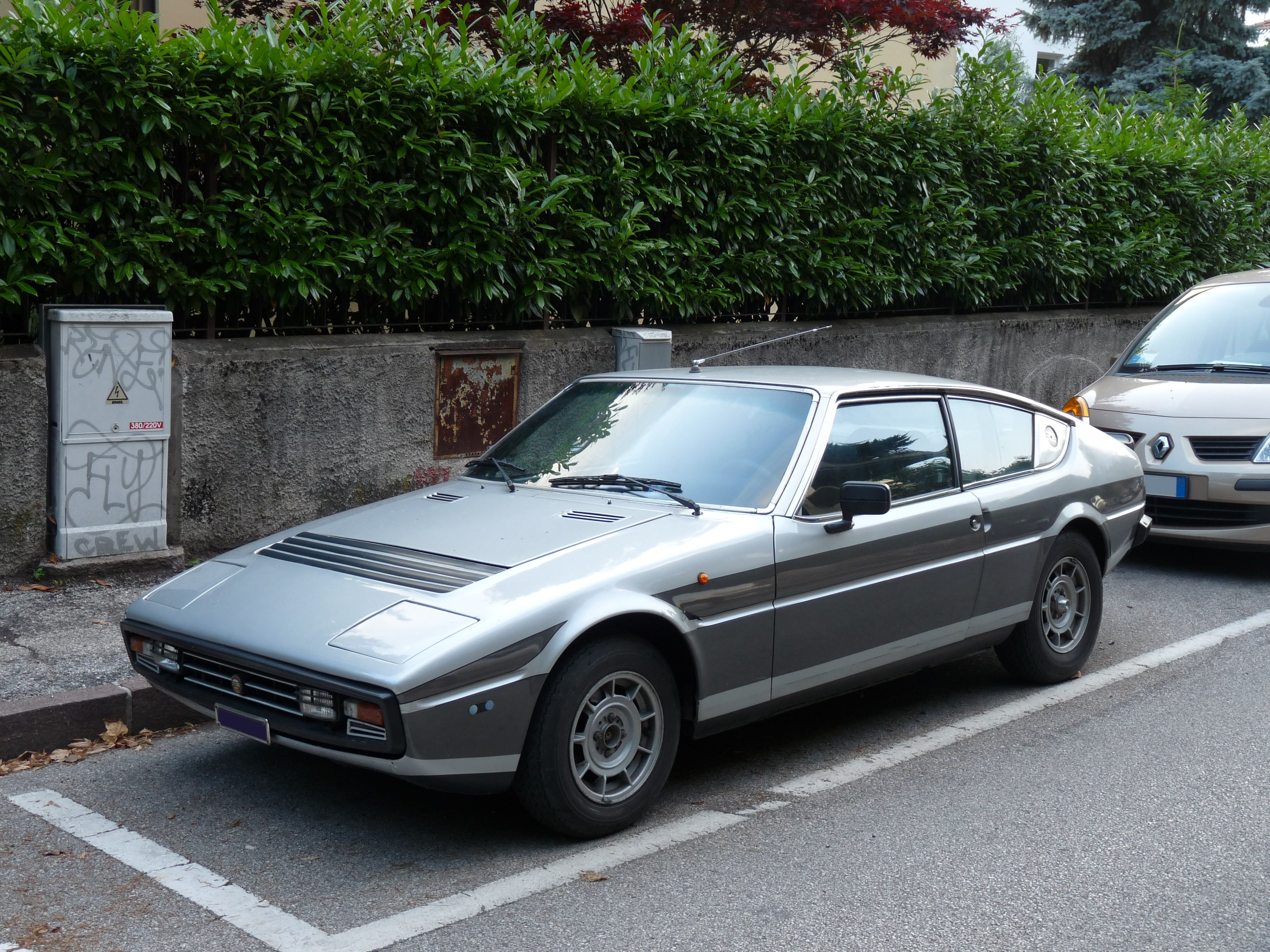
Matra Bagheera

1970년 – 시트로엥은 자동 레벨링 서스펜션, 자체 센터링 속도 감응형 파워 스티어링, 유압 브레이크, 마세라티의 엔진 기술을 특징으로 하는 대형 쿠페인 시트로엥 SM을 출시한다. 또한 신형 GS 패밀리 카를 출시하고 유럽 올해의 차로 선정된다. 크라이슬러는 새로 프랑스에서 제작된 영국 디자인의 플래그십 살롱 모델인 180을 출시한다.
1972년 – 프랑스 최초의 소형 해치백인 르노 5 출시. 3도어 바디 스타일과 전륜 구동을 특징으로 한다.
1973년 – 180 모델의 대형 엔진 버전인 크라이슬러 2 리터 출시.
1974년 – 신형 CX(19년 된 DS의 후속작)가 유럽 올해의 차로 선정되었음에도 불구하고 시트로엥은 파산 신청을 한다. 마세라티는 Alejandro de Tomaso에게 판매된다. 푸조는 3도어 104인 첫 해치백 모델을 출시하는데, 이는 오리지널 살롱 출시 2년 후에 나온다.
1975년 – Simca 1307(영국에서는 Chrysler Alpine으로 판매)이 출시되고 유럽 올해의 차로 선정되며, 해치백 바디 스타일과 전륜 구동을 활용한다. 시트로엥은 푸조와의 합병으로 파산에서 구제된다. 르노는 20/30 라인업으로 고급차 시장에 진출하는데, 이 부문에서는 이례적으로 해치백과 전륜 구동을 특징으로 한다. 652cc 2기통 엔진과 푸조 104 기반의 3도어 해치백을 특징으로 하는 시트로엥 LN이 출시된다. 마지막 시트로엥 DS는 20년 동안 전 세계적으로 140만 대 이상 판매된 후 생산이 중단된다.
1976년 – 르노는 신형 소형 패밀리 해치백 모델인 R14를 출시하는데, 이는 서독의 폭스바겐 골프와 개념적으로 유사하다.
1978년 – 그루프 PSA는 크라이슬러의 유럽 사업부인 영국의 전 루츠 그룹과 프랑스의 심카를 인수한다. 판매가 완료되기 직전에 신형 호라이즌 중형 해치백이 유럽 올해의 차로 선정된다. 르노 18 살롱 및 스테이션 왜건이 출시되는데, 전륜 구동을 특징으로 하며 결국 오랫동안 생산된 R12 모델을 대체하게 된다. 르노는 American Motors에 재정적 지원을 시작한다. 시트로엥은 소형 5도어 해치백인 비자를 출시한다. 푸조는 결국 소형 304를 대체할 305 살롱을 출시한다.
1979년 – 푸조는 504의 후속 모델인 505 살롱을 출시하는데, 유럽에서는 몇 년 더 생산될 예정이다. 심카 브랜드는 회사 신규 소유주인 푸조에 의해 45년 만에 중단되며, 푸조는 전 크라이슬러 유럽 모델 라인업 전체에 탤벗 배지를 부활시킨다. 시트로엥 GS는 9년 만에 GSA로 업데이트되며 해치백을 얻는다.
1980년 – 11년간 생산된 르노 12와 15년간 생산된 르노 16이 단종된다. 르노 라인업의 신형은 르노 푸에고 쿠페인데, 포드 카프리와 같은 자동차와 크기 및 가격이 비슷하다. 푸조는 Alpine 해치백의 살롱 버전인 Talbot Solara와 신형 플래그십 살롱인 타골라를 출시하는데, 이는 사실 크라이슬러가 180/2 리터 모델의 후속으로 개발한 것이다.
1981년 – 소형 패밀리 살롱인 르노 9는 출시와 함께 유럽 올해의 차로 선정된다. 푸조 104의 재작업 버전인 Talbot Samba가 출시되며, 이는 푸아시의 전 심카 공장에서 제작된다.
1982년 – 시트로엥은 결국 소형 GSA를 대체할 시트로엥 BX를 출시한다.
1983년 – 푸조는 이탈리아 디자이너 피닌파리나가 스타일링한 신형 205 슈퍼미니를 출시한다. 르노는 신형 11로 중형 해치백 부문에서 새로운 경쟁자를 갖게 된다. 푸조 504의 프랑스 생산은 15년 만에 종료된다. 연말에 르노는 20/30 플래그십 모델을 R25로 대체한다.

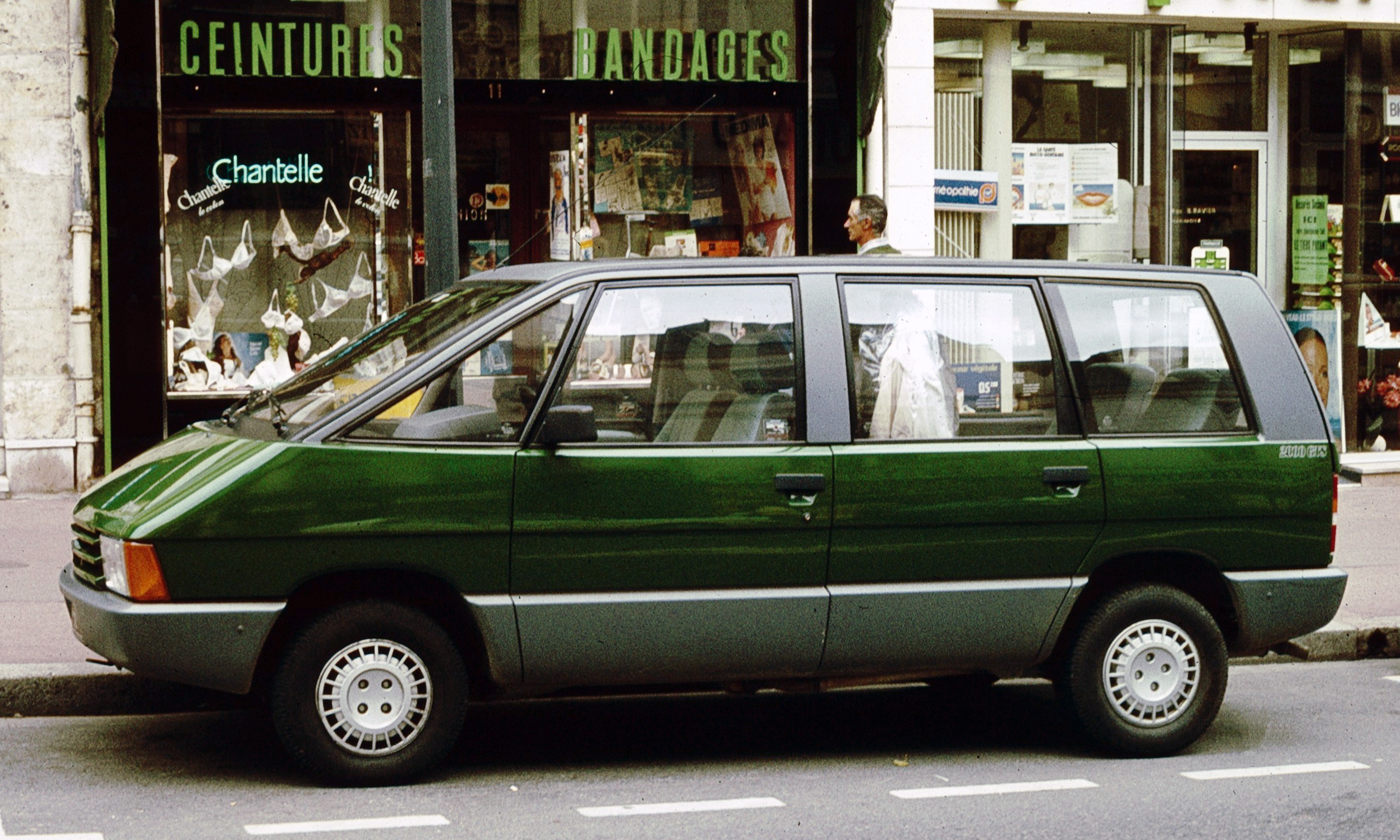
오리지널 르노 에스파스

1984년 - 르노는 유럽 최초의 대량 생산 다목적 차량인 에스파스를 출시한다. R5는 완전한 재설계를 거치지만, 스타일링은 1972년 오리지널의 업데이트 버전으로 여전히 인식할 수 있다.
1985년 – 푸조 309는 프랑스 대신 영국 코번트리 근처의 전 루츠 공장에서 생산에 들어간다. 푸조는 탤벗 브랜드로 자동차를 판매할 계획을 폐기했으며, 탤벗 브랜드는 이제 승용차에서 단계적으로 폐지될 예정이다.
1986년 – 르노의 회장인 Georges Besse가 공산주의 테러 단체 악시옹 디렉트에 의해 살해된다. 푸조가 탤벗 브랜드를 단계적으로 폐지하고 상용차에만 유지하기 시작하면서 탤벗 삼바와 알파인 생산이 종료된다. 르노는 18 살롱과 스테이션 왜건을 르노 21 살롱과 네바다/사바나 7인승 스테이션 왜건으로 대체한다. 르노 4의 프랑스 생산 및 판매는 25년 만에 종료되지만, 1990년대 초반까지 아르헨티나에서 생산을 계속할 예정이다. 시트로엥 GS/GSA는 16년간의 생산 끝에 마침내 단종된다.

1987년 – 푸조는 영국에서도 생산되는 405를 출시하며, 유럽 올해의 차로 선정된다. 시트로엥은 AX로 슈퍼미니 시장에 새로운 진입자를 갖게 된다. 프랑스와 영국 생산 종료 1년 후, 마지막 Talbot Horizon 모델은 스페인과 핀란드에서 제작되어 승용차에서 탤벗 브랜드의 종말을 알린다. 

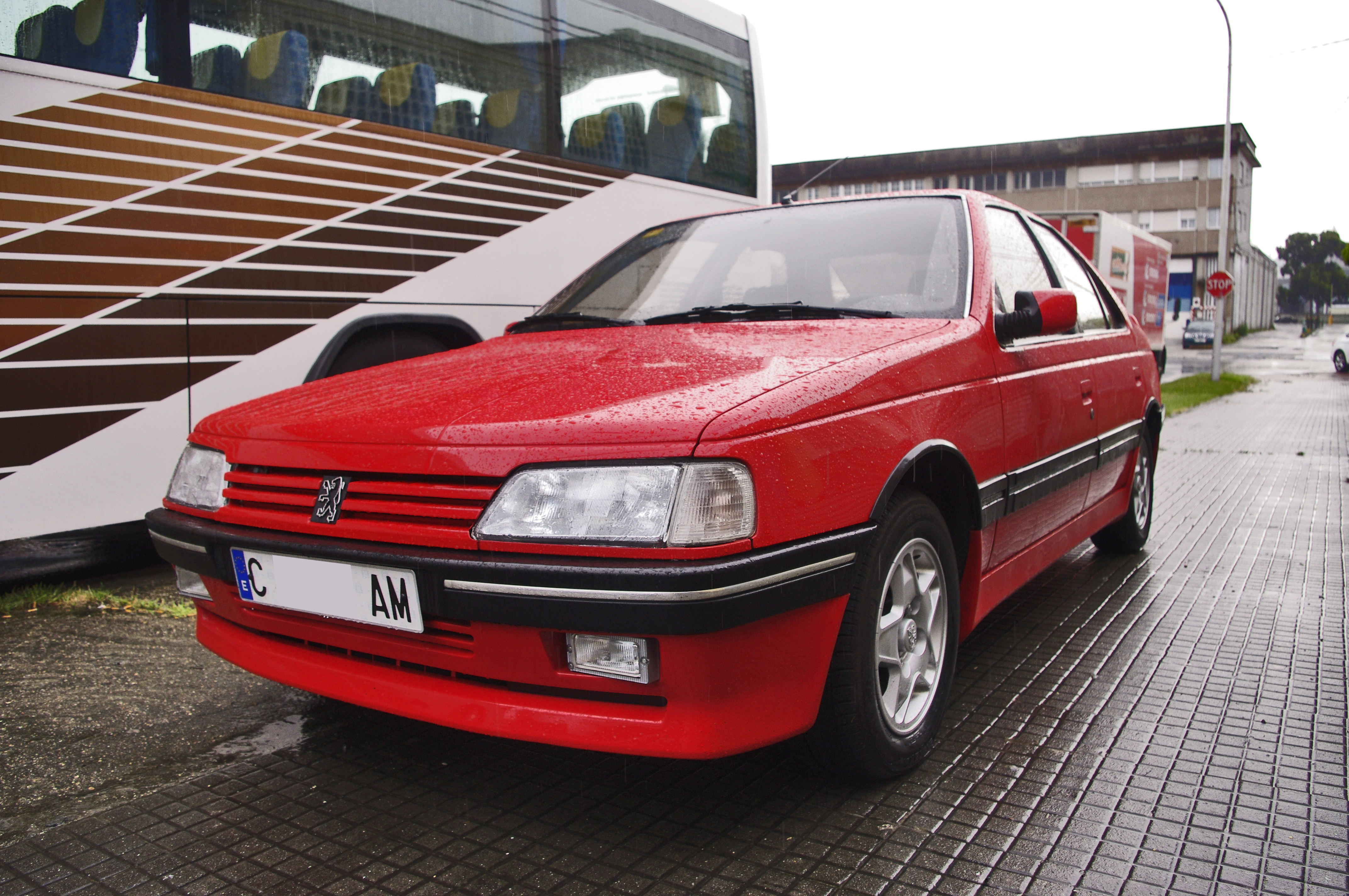
푸조 405

1988년 – 프랑스에서의 시트로엥 2CV 생산은 40년 만에, 비자는 10년 만에 종료된다. 2CV 생산은 1990년까지 포르투갈에서 계속될 예정이다. 르노는 9/11 라인업을 R19로 대체한다. 푸조 405의 스테이션 왜건 형태 출시.
1989년 – 시트로엥 CX 살롱은 15년 만에 단종되고 XM으로 대체되며, 이는 유럽 올해의 차로 선정된다. 마지막 푸조 305 모델이 제작된다.
1990년 – 새로운 소형 해치백인 르노 클리오 출시. R5를 대체하게 된다. 유럽 올해의 차로 선정된다. 시트로엥은 42년간의 2CV 생산을 종료하는데, 마지막 2년은 포르투갈에서 생산되었다.
1991년 – 푸조는 엄청난 인기를 누렸던 205를 약간 작은 106으로 부분적으로 대체하고, 시트로엥은 노후화된 BX의 두 가지 대체품 중 첫 번째인 ZX로 중형 해치백 시장에 재진입한다. CX의 마지막 버전은 17년간의 생산 끝에 제작되며, 스테이션 왜건 모델은 살롱 모델보다 2년 후에 단종되어 새로운 XM 스테이션 왜건의 자리를 내준다. 푸조는 새로운 엔트리 레벨 모델인 106을 출시한다.
1992년 – 그루프 PSA는 중국의 둥펑 자동차와 합작 회사를 설립한다. 르노는 트윙고로 도시형 자동차 시장에 진출하는데, 이는 좌측 운전 시장만을 위해 제작된다. 르노는 8년 된 R25를 신형 최고급 모델인 사프란으로 대체한다.
1993년 – 푸조는 309를 306으로 대체하며, 이는 또한 소형 205(10년째 생산 중)를 부분적으로 대체한다. 시트로엥은 BX 해치백의 후속 모델인 잔티아를 출시한다. 연말에 르노는 거의 8년간 판매된 R21을 단종하고 라구나로 대체한다.
1994년 – 시트로엥 BX의 마지막 버전은 12년 만에 생산되며, 스테이션 왜건 모델은 마침내 잔티아 해치백의 스테이션 왜건 버전으로 대체된다.
1995년 – 르노는 해치백, 살롱, 쿠페, 카브리올레, 스테이션 왜건 등 중형 라인업인 메간을 출시한다. 르노는 또한 네바다/사바나를 대체할 라구나의 스테이션 왜건 버전을 출시한다. PSA와 피아트의 합작 벤처인 유로밴이 출시되며, 푸조, 시트로엥, 피아트, 란치아 배지로 MPV로 판매될 예정이다. 푸조는 오랫동안 성공적으로 판매된 405를 406으로 대체하지만, 처음에는 살롱으로만 판매된다.

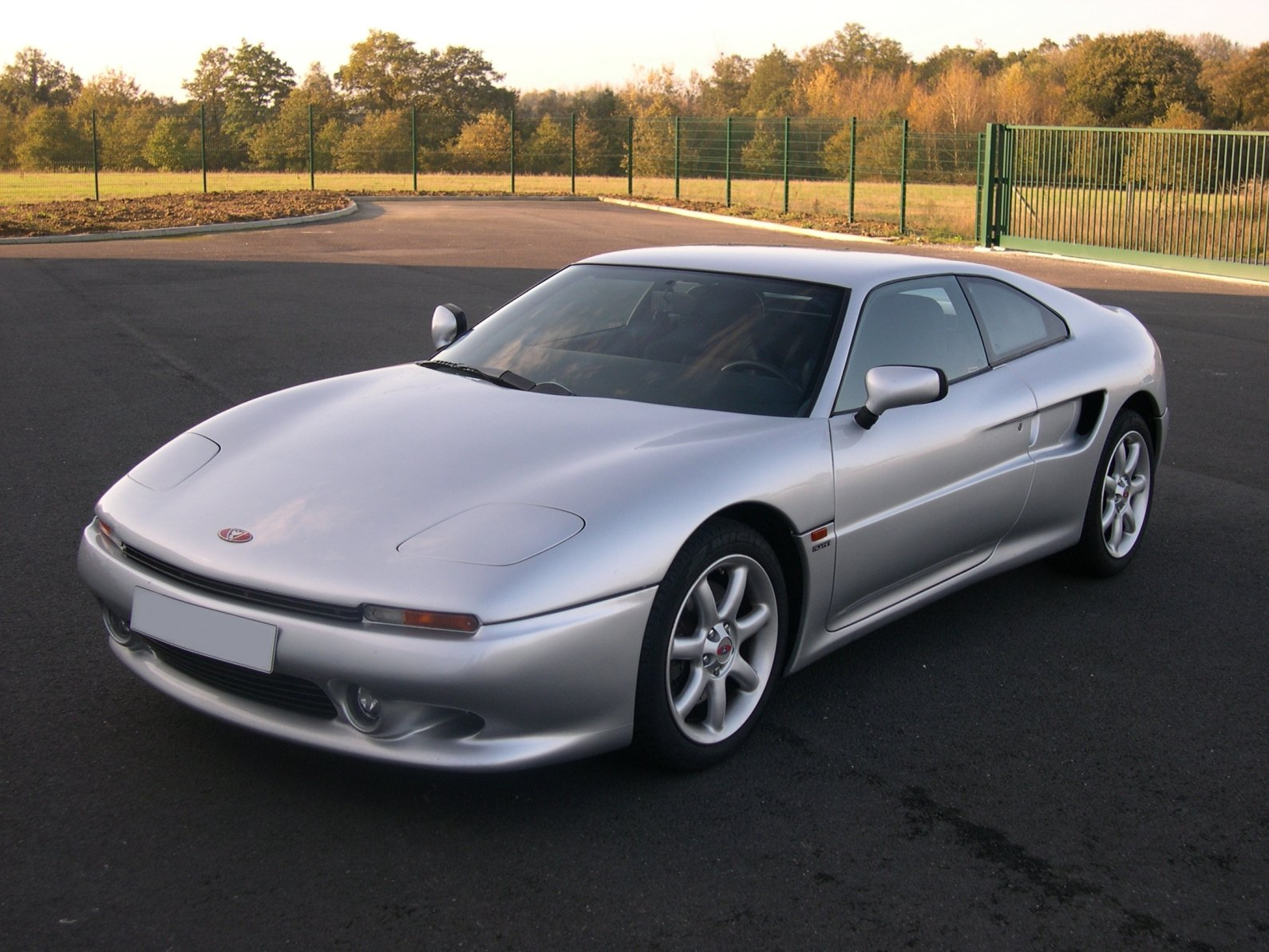
Venturi Atlantique

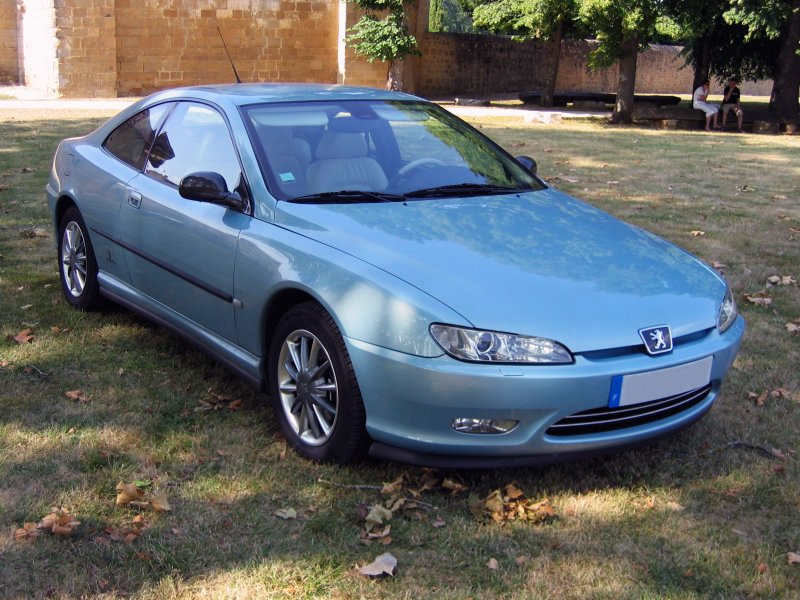
푸조 406 쿠페

1996년 – 르노는 민영화되고, 새로운 소형 MPV 부문에서 경쟁하기 위해 메간 해치백의 신형 세닉 버전이 출시되어 유럽 올해의 차 상을 수상한다. R5 생산은 거의 25년 만에 마침내 종료되지만, 마지막 몇 년간의 생산은 프랑스보다는 슬로베니아에 집중되었다. 푸조는 106 슈퍼미니의 페이스리프트를 통해 새로운 경쟁자들과 경쟁력을 유지하고, 시트로엥은 AX를 대체할 새로운 삭소에 106 디자인을 활용한다. 푸조는 10여 년 만에 406 쿠페로 쿠페 시장에 재진입한다.
1997년 – 스마트 조립 공장은 몰젤 암바흐에 독일 자동차 제조업체 메르세데스-벤츠가 2인승 마이크로카 생산을 위해 개장한다. 푸조의 406 라인업은 스테이션 왜건 모델 출시로 완성된다.
1998년 – 폭스바겐 AG는 부가티 이름에 대한 권리를 획득한다. 그들은 나중에 몰샤임에 자동차 공장을 건설하며, 이곳에서 나중에 부가티 베이론을 생산하게 된다. 15년 만에 푸조 205 단종. 후속 모델인 206은 프랑스와 영국에서 모두 생산된다.
1999년 – 르노는 일본 자동차 제조업체 닛산 자동차의 지배 지분을 확보한다. 르노는 루마니아 자동차 제조업체 다치아의 지분 99%를 인수하는데, 이 회사는 지난 30년간 르노 12의 자체 버전을 생산해 왔다. 시트로엥 피카소가 출시된다. 이는 르노 세닉과 스타일이 유사한 소형 MPV로, 크사라 해치백의 바닥판을 기반으로 한다.
2000년 – 1990년대 중반 이후 판매량이 급격히 감소하면서 11년 만에 시트로엥 XM 단종. 푸조 206 CC가 출시된다. 접이식 강철 지붕을 특징으로 하는 최초의 프랑스 자동차로, 쿠페와 컨버터블 두 가지 역할을 할 수 있다. 2세대 르노 라구나가 연말에 출시되는데, 이는 "키리스" 진입 및 시동 시스템을 특징으로 하는 최초의 대량 생산 자동차 중 하나이다.

## 2000년 – 현재
2000년 – 르노는 한국의 삼성자동차의 지분 70%를 인수하여 새로운 자회사 르노삼성자동차를 설립한다(현재 지분 80%). 키리스 엔트리 및 시동 기능을 갖춘 세계 최초의 대량 생산 자동차 중 하나인 르노 라구나 II가 출시된다.
2001년 – 토요타는 발랑시엔에 있는 서유럽 조립 라인에서 토요타 야리스 생산을 시작한다. 푸조의 신형 푸조 307, 오랫동안 생산된 306의 후속 모델은 유럽 올해의 차로 선정된다.
2001년 – 르노트럭은 볼보에 매각된다.

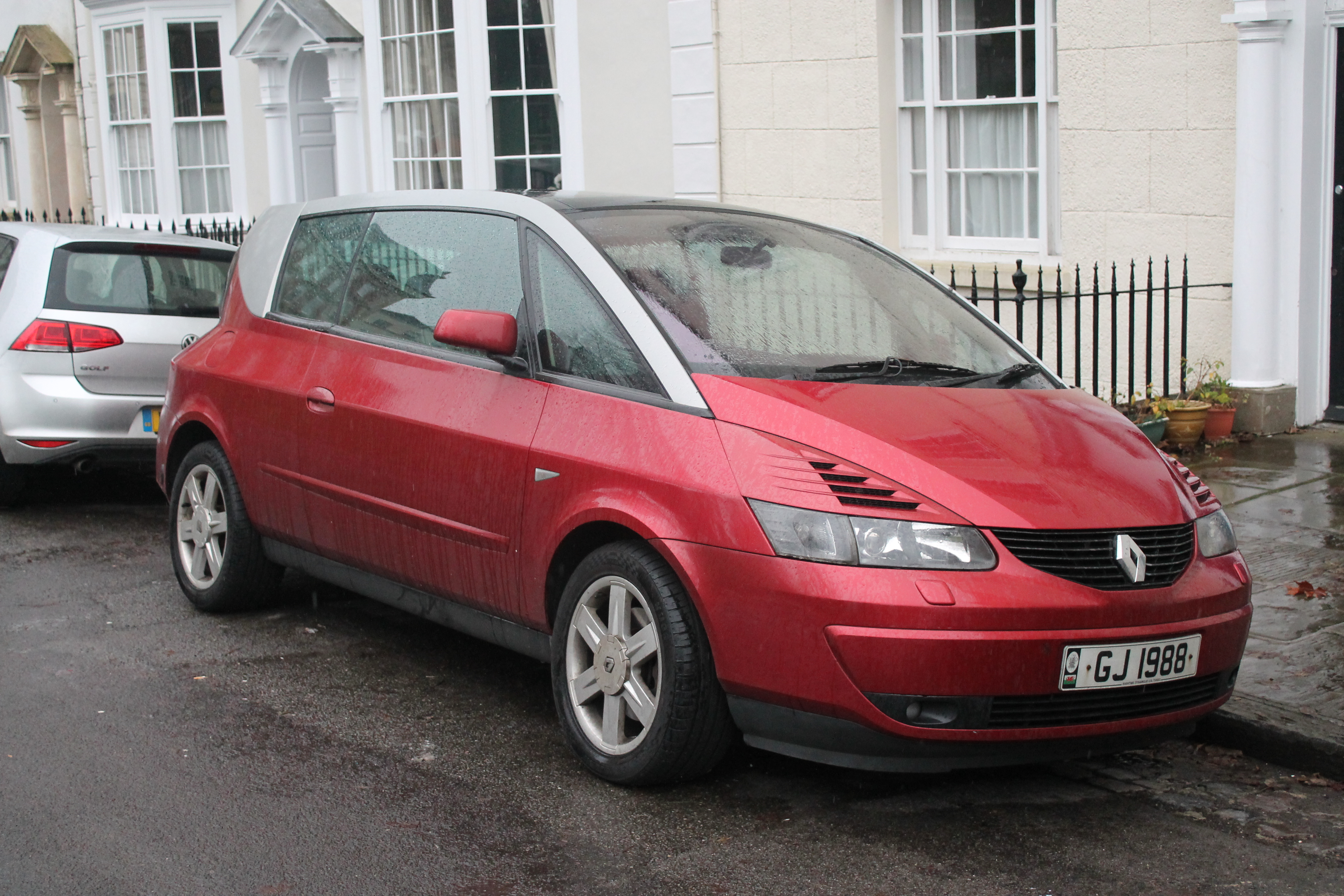
르노 아방타임

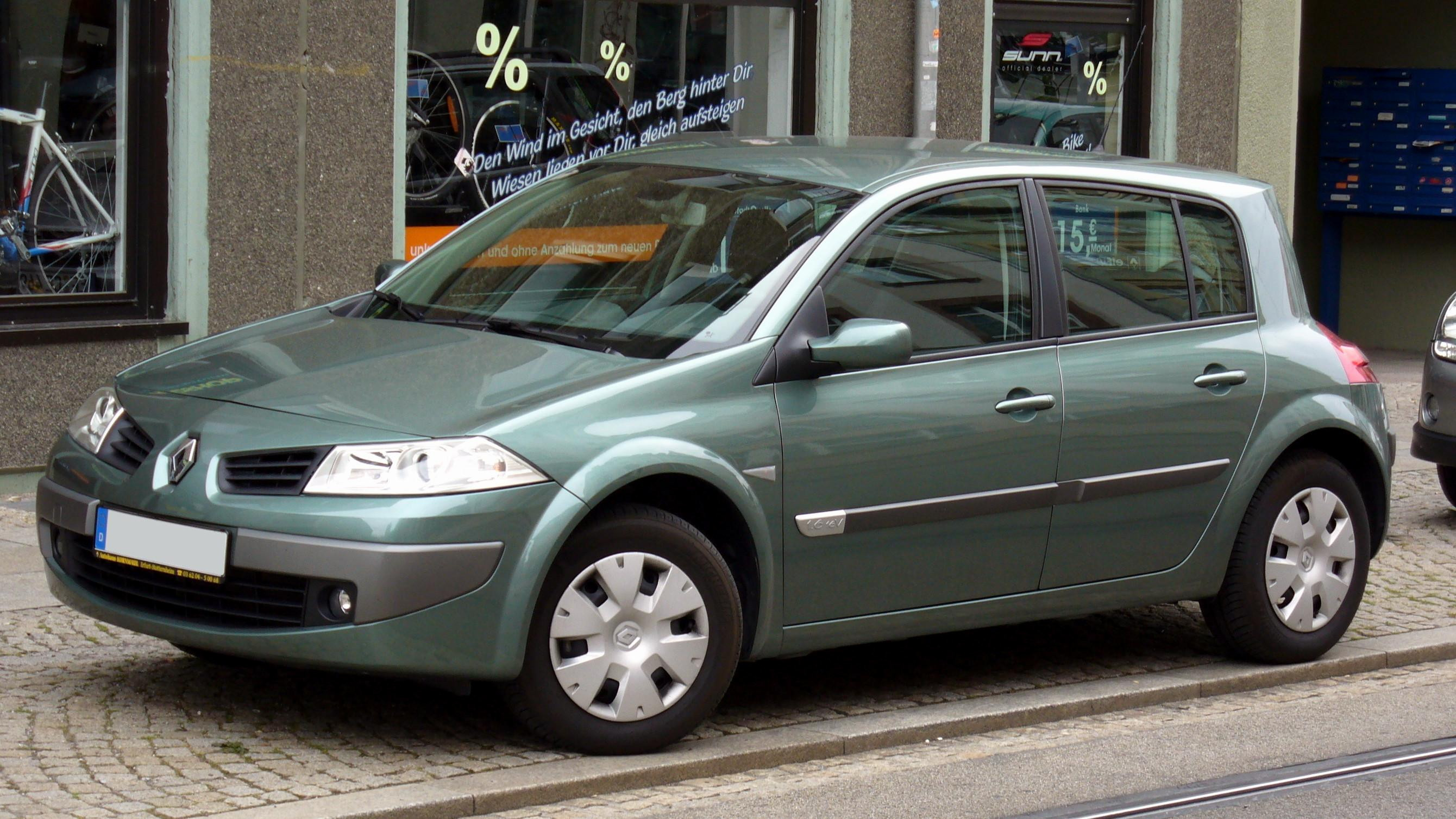
르노 메간, 2003년 유럽 올해의 차

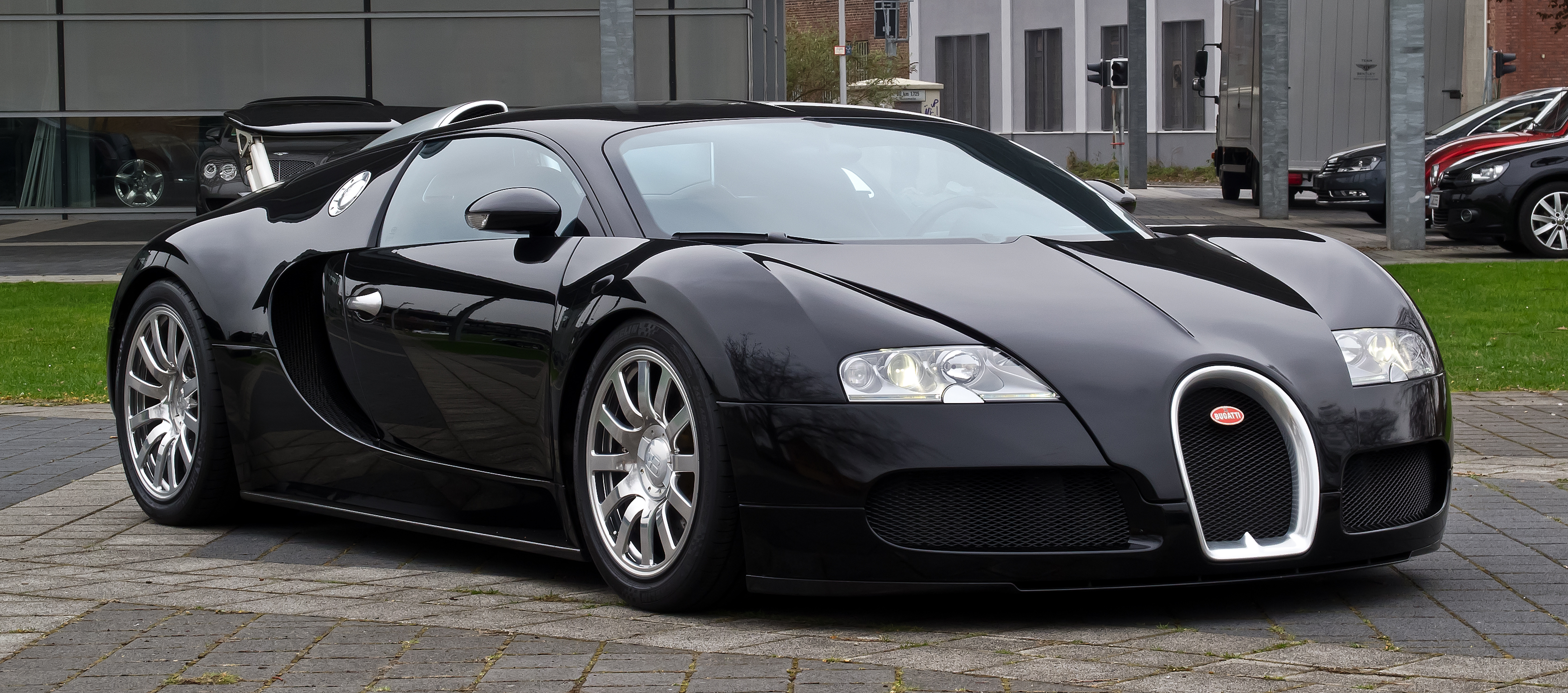
부가티 베이론

2002년 – 르노 메간 II가 출시되고 유럽 올해의 차로 선정된다. 5도어 시트로엥 C3가 출시되며, 이는 삭소를 대체할 두 가지 신차 중 첫 번째이다.
2003년 – 12년간의 푸조 106 생산 종료. 1991년부터 판매되었으며, 1996년에 페이스리프트되었다. 시트로엥 삭소도 3도어 시트로엥 C2 출시 후 단종된다.
2004년 – 푸조 406이 푸조 407로 교체된다. 시트로엥은 크사라 해치백을 시트로엥 C4로 교체한다.
2005년 – 르노 클리오 III가 출시되고 유럽 올해의 차로 선정되며, 2세대 모델은 클리오 캠퍼스로 이름이 바뀌고 현재 슬로베니아에서 생산된다. 시트로엥 C1과 푸조 107이 출시되는데, 이들은 체코 공장에서 토요타와의 합작으로 생산된다.
2006년 – 푸조 207 출시. 206을 결국 대체하게 될 것이다. 이 신차는 프랑스에서 생산된다. 푸조는 28년 전 크라이슬러로부터 인수한 영국 코번트리 근처 공장을 폐쇄한다. 시트로엥 C4의 피카소와 7인승 그랜드 피카소 버전이 출시되지만, 엄청난 성공을 거둔 크사라 피카소는 그 옆에서 계속 생산된다.
2007년 – 프랑스에서 가장 오랫동안 생산된 현행 모델인 르노 트윙고는 15년 만에 완전히 새로운 모델로 교체된다. 신형 트윙고는 슬로베니아에서만 생산된다. 푸조 307은 푸조 308로 교체된다.
2008년 – 르노는 러시아 자동차 제조업체 아브토바즈의 지분 25%를 확보한다.

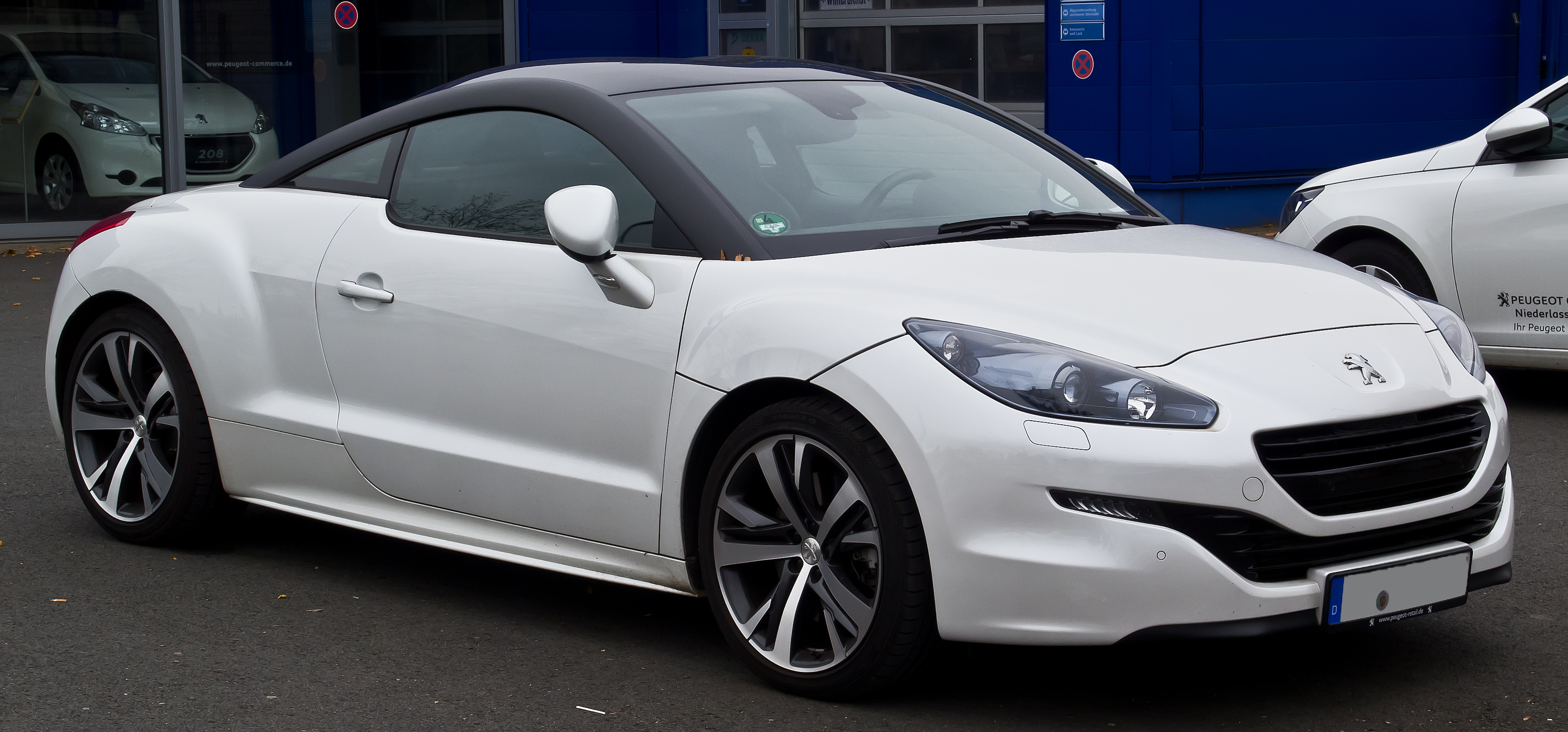
푸조 RCZ

2010년 – 12년간 생산된 푸조 206 단종. 그 중 마지막 4년은 슬로바키아에서 생산되었다. 푸조는 407과 607 살롱을 단일 모델인 508로 대체한다. 2세대 시트로엥 C4 패밀리 해치백이 출시되며, 더 고급스러운 버전인 DS4도 파생된다.
2012년 – 푸조 208 출시. 207의 후속 모델이다. 13년간의 시트로엥 크사라 피카소 생산 종료. 이는 2000년 이전 프랑스에서 생산된 마지막 대량 생산 승용차의 종말을 의미한다.

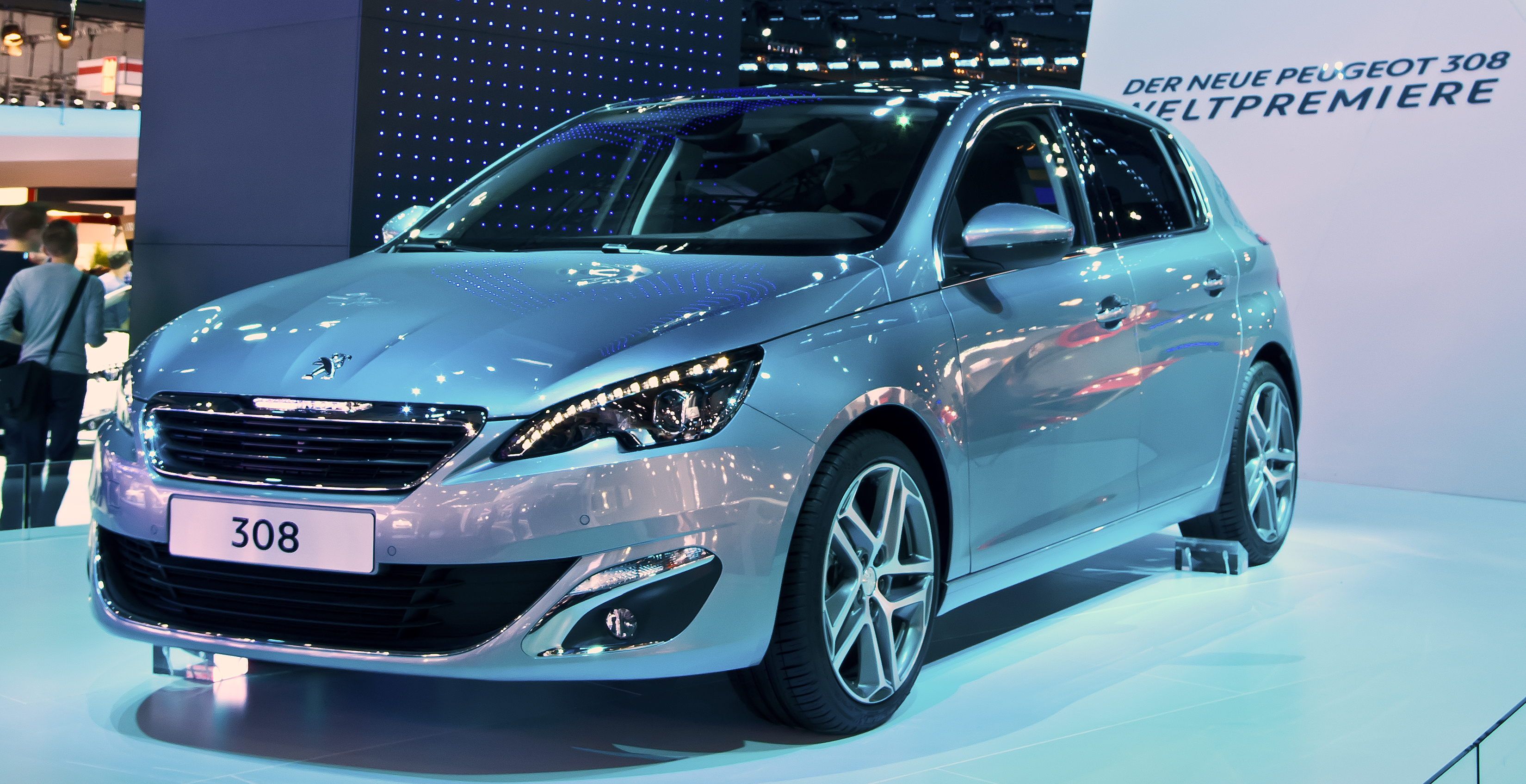
푸조 308, 2014년 유럽 올해의 차

2013년 - 2세대 푸조 308 출시. 유럽 올해의 차로 선정된다.
2014년 – 푸조 107이 푸조 108로 교체되는데, 이는 다시 푸조-토요타 합작의 일부로 체코에서 신형 시트로엥 C1 및 토요타 아이고와 함께 제작된다. 르노 트윙고 III가 출시되는데, 후륜 구동 및 후방 엔진으로 전환되며, 르노 자동차 중 반세기 만에 이러한 기계적 레이아웃을 특징으로 하는 최초의 모델이다.
2021년 – 그루프 PSA는 이탈리아-미국 자동차 제조업체 피아트 크라이슬러 오토모빌스와의 합병을 완료하여 네덜란드 암스테르담에 본사를 둔 스텔란티스를 설립하게 된다. 이 합병은 또한 46년 만에 마세라티와 시트로엥의 재결합으로 이어진다.

## 생산 데이터
프랑스 자동차 생산량:
| 연도 | 생산 대수 |
| ---- | --------- |
| 1950 | 357,000   |
| 1960 | 1,369,000 |
| 1970 | 2,750,086 |
| 1980 | 3,378,433 |
| 1990 | 3,768,993 |
| 1999 | 3,180,193 |
| 2000 | 3,348,361 |
| 2001 | 3,628,418 |
| 2002 | 3,601,870 |
| 2003 | 3,620,066 |
| 2004 | 3,665,990 |
| 2005 | 3,549,008 |
| 2006 | 3,169,219 |
| 2007 | 3,019,144 |
| 2008 | 2,568,978 |
| 2009 | 2,049,762 |
| 2010 | 2,227,742 |
| 2011 | 2,242,928 |
| 2012 | 1,967,765 |
| 2013 | 1,740,220 |
| 2014 | 1,821,464 |
| 2015 | 1,970,000 |
| 2016 | 2,082,000 |
| 2017 | 2,227,000 |
| 2018 | 2,270,000 |
| 2019 | 2,202,460 |
| 2020 | 1,316,371 |
| 2021 | 1,351,308 |
| 2022 | 1,383,173 |
| 2023 | 1,505,076 |
| 2024 |           |

2010년 르노의 전 세계 자동차 총 생산량(닛산 제외)은 2,716,286대였으며, 이 중 2,395,876대가 승용차였다. 이는 모든 자동차 제조업체 중 10위를 차지했다. 2010년 그루프 PSA의 총 자동차 생산량은 3,605,524대였으며, 이 중 3,214,810대가 승용차였다. 이는 모든 자동차 제조업체 중 8위를 차지했다.

## 갤러리

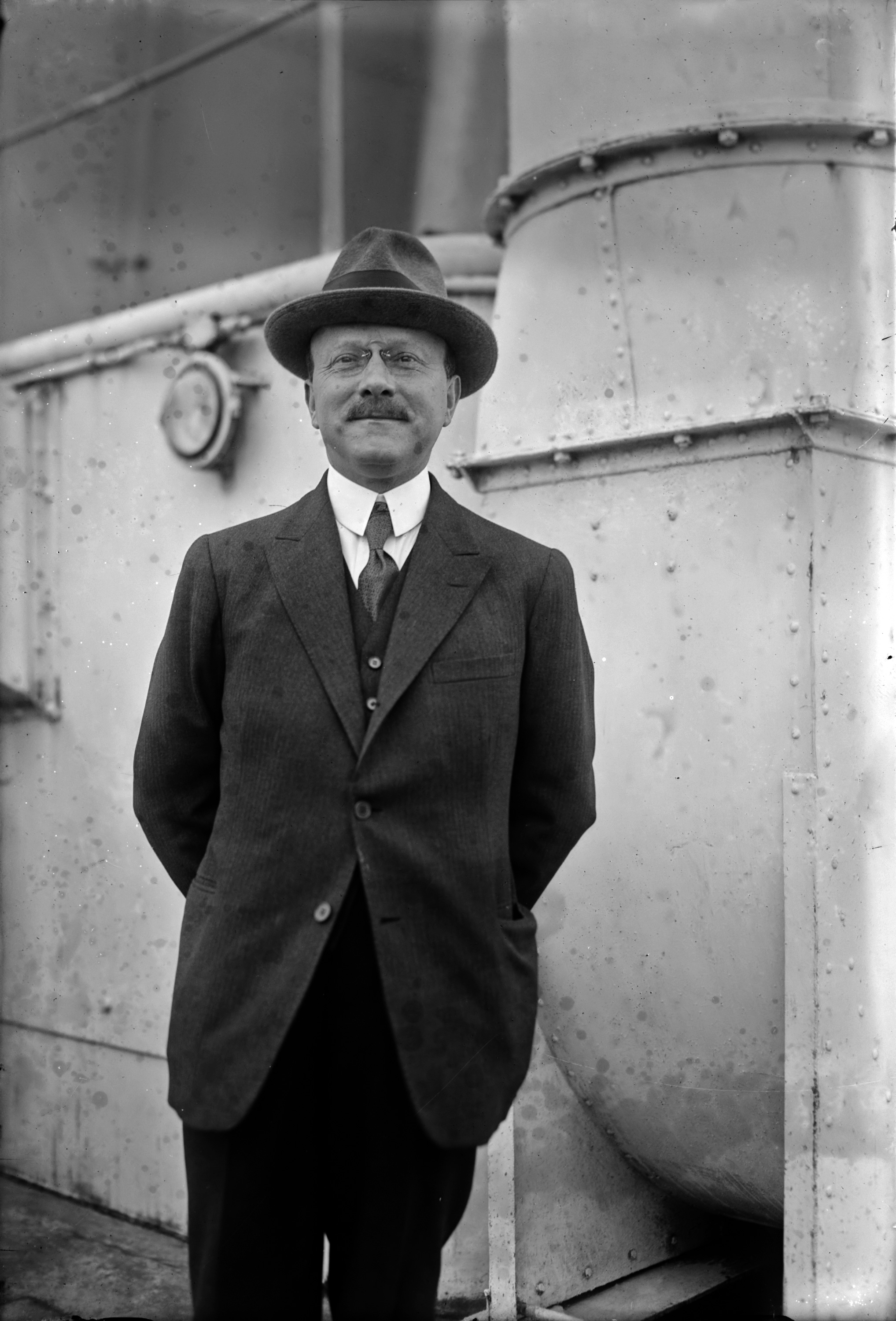
앙드레 시트로엥
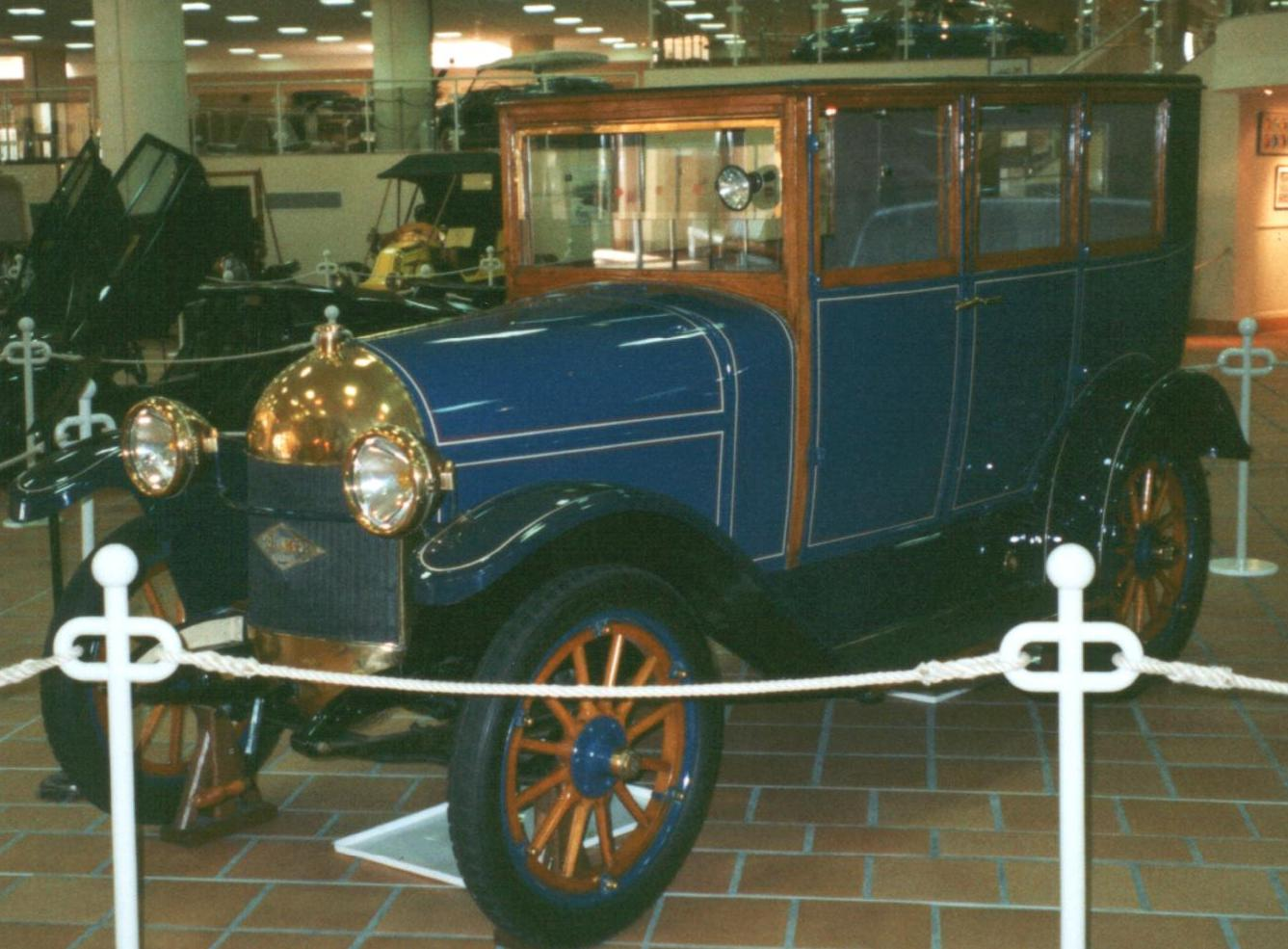
벨랑제 24 CV 타입 A1 (1921)
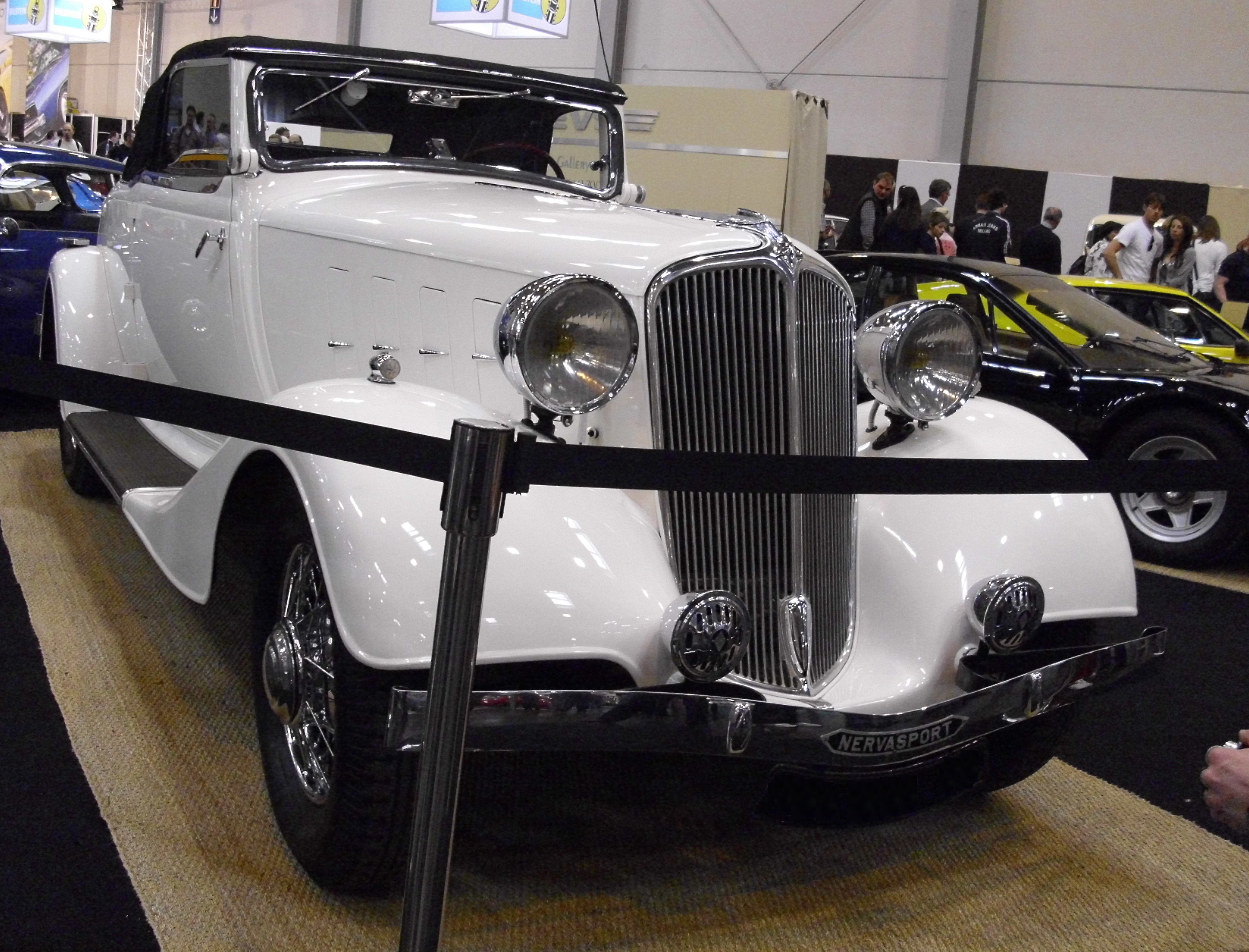
Renault Nervasport (1932)
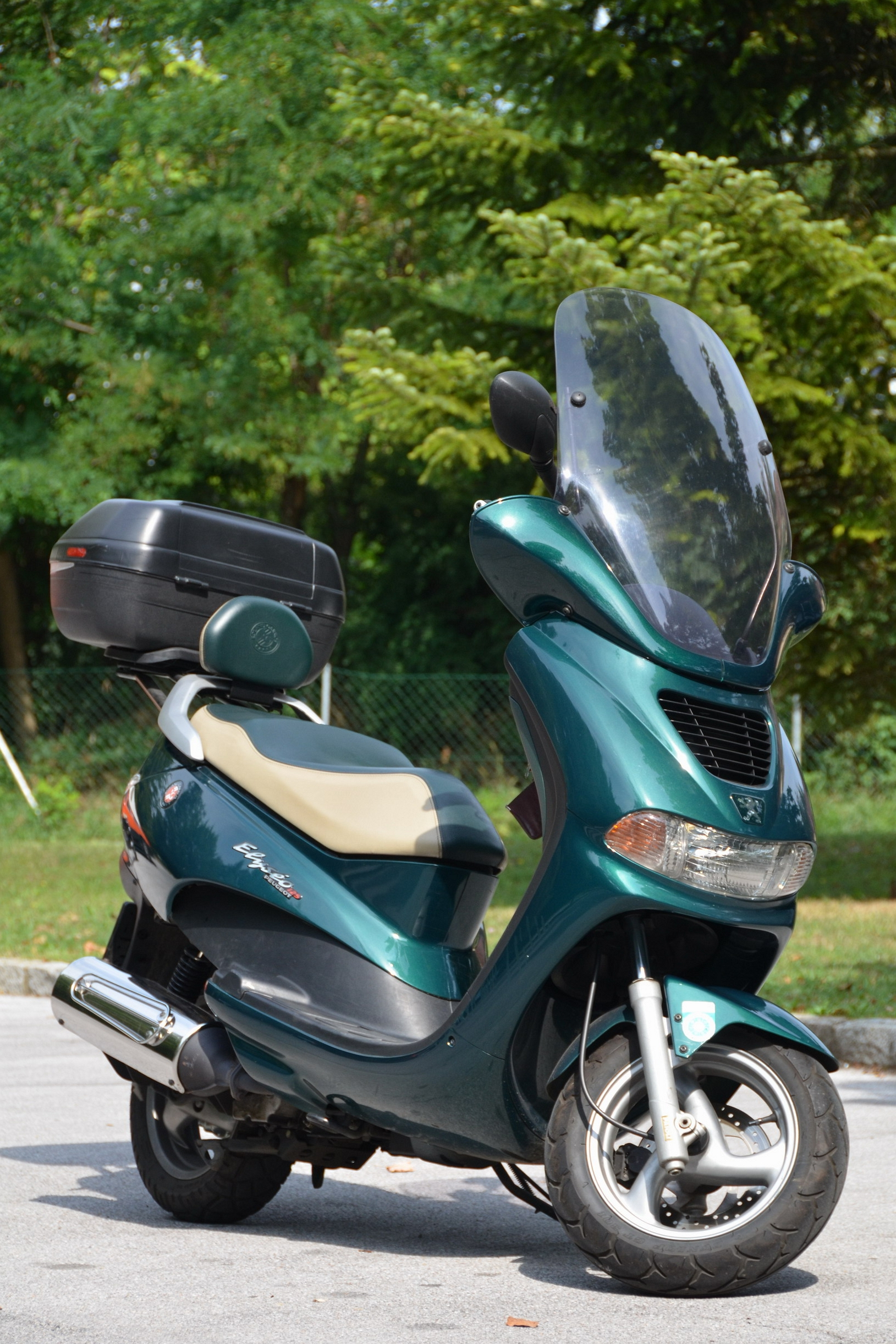
푸조 엘리세오 125, '롤랑 가로스' (2002)
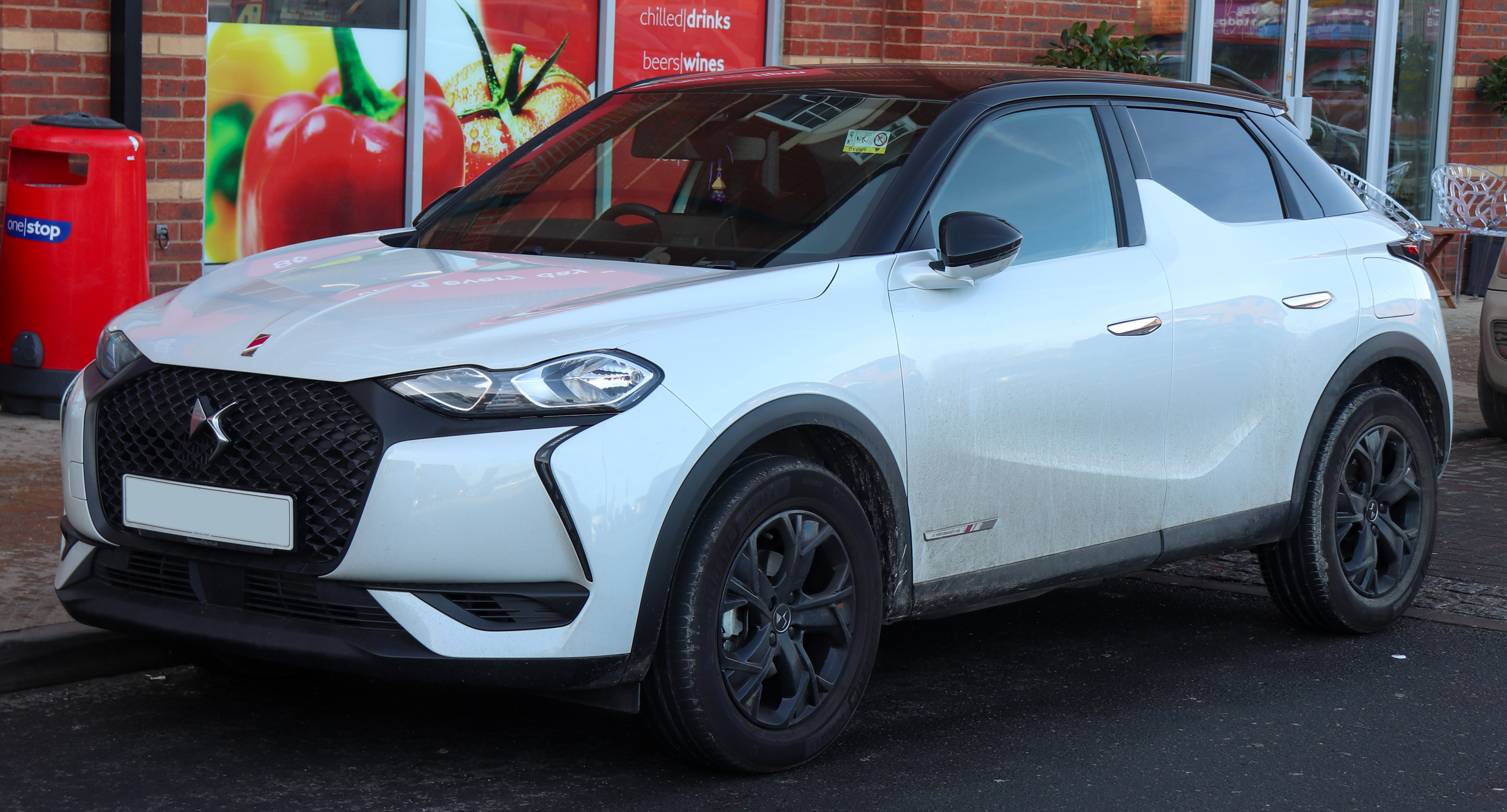
DS 3 크로스백
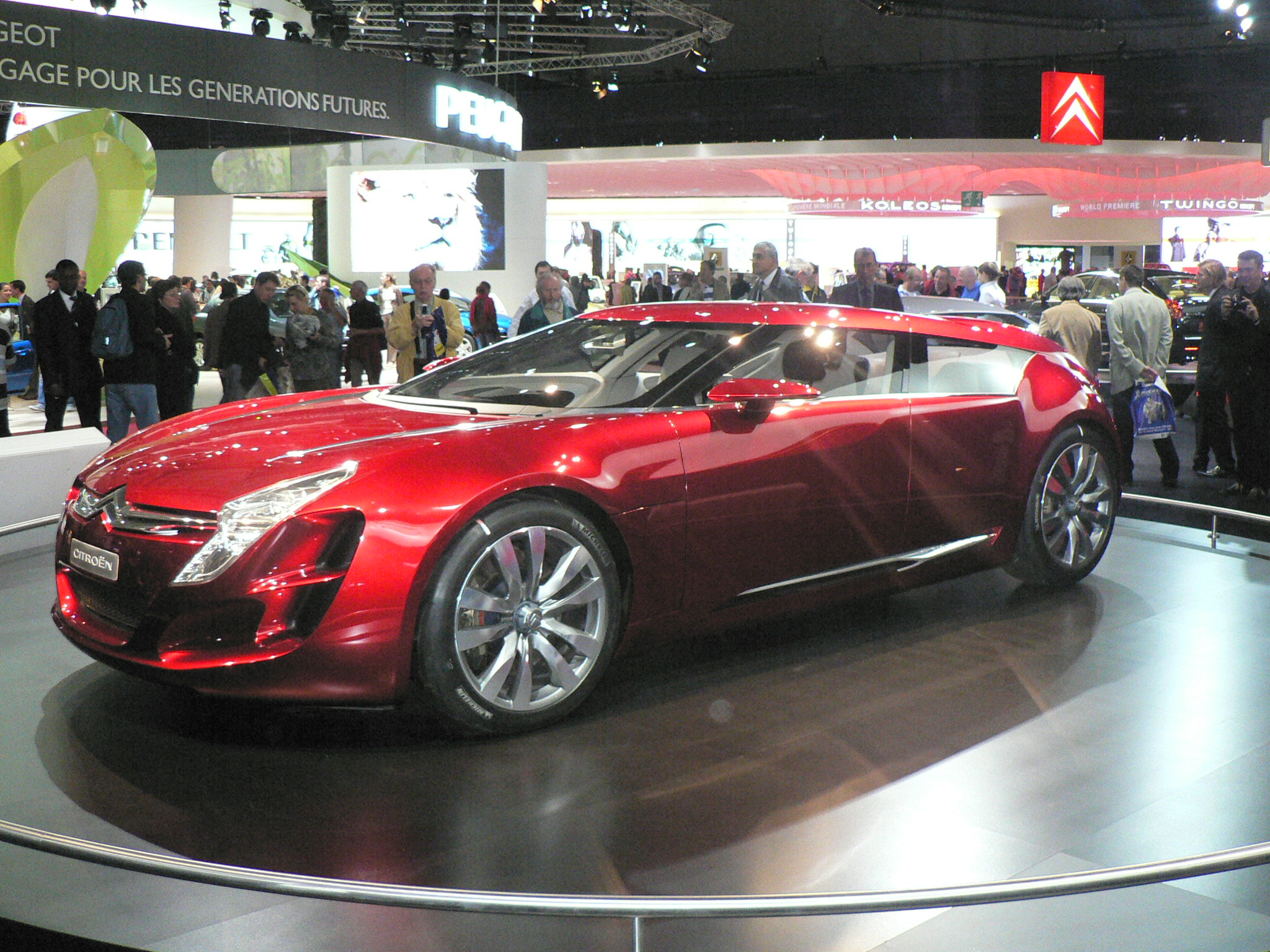
시트로엥 C-메티스
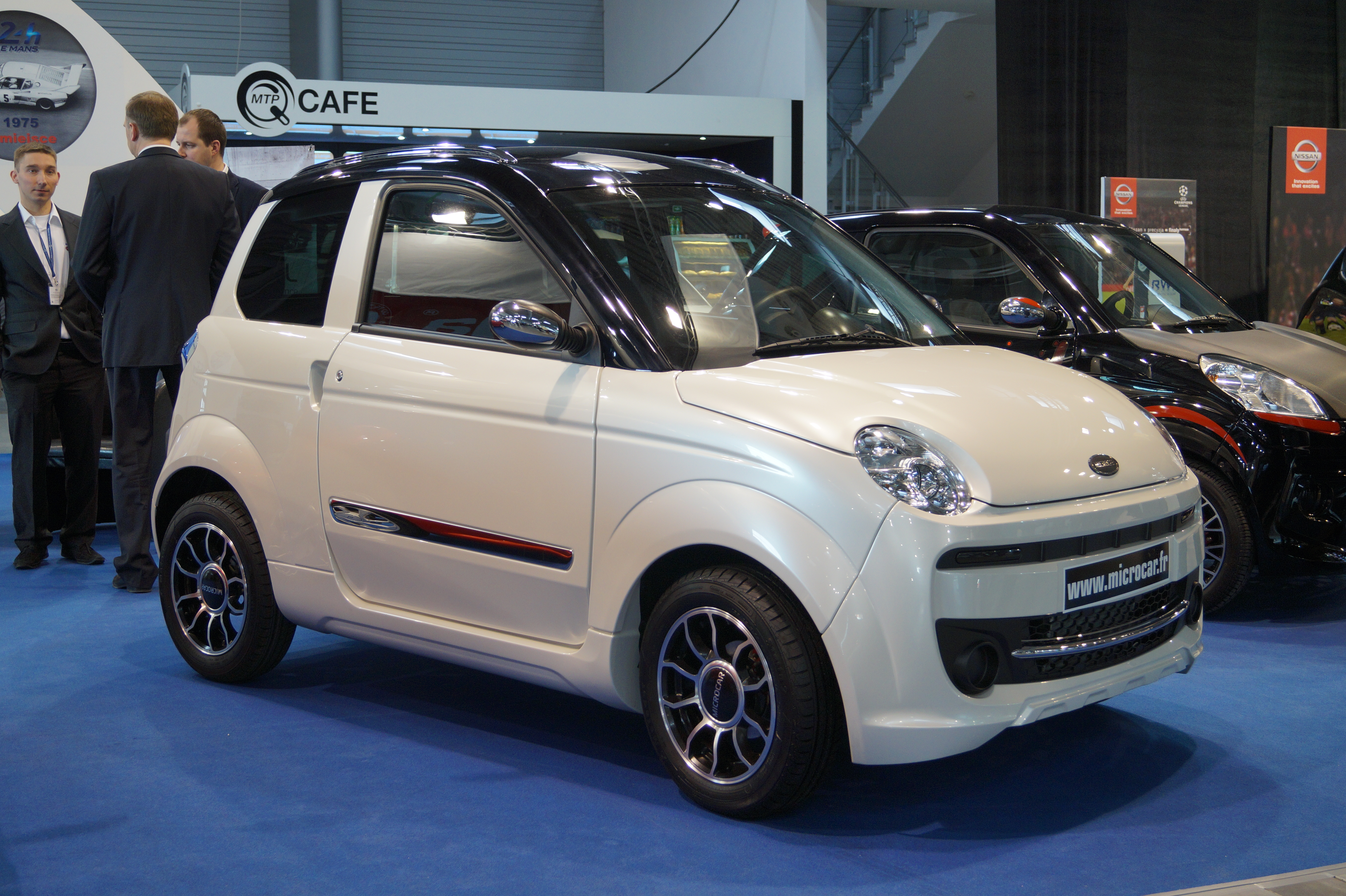
마이크로카 M.Go 3 다이나믹
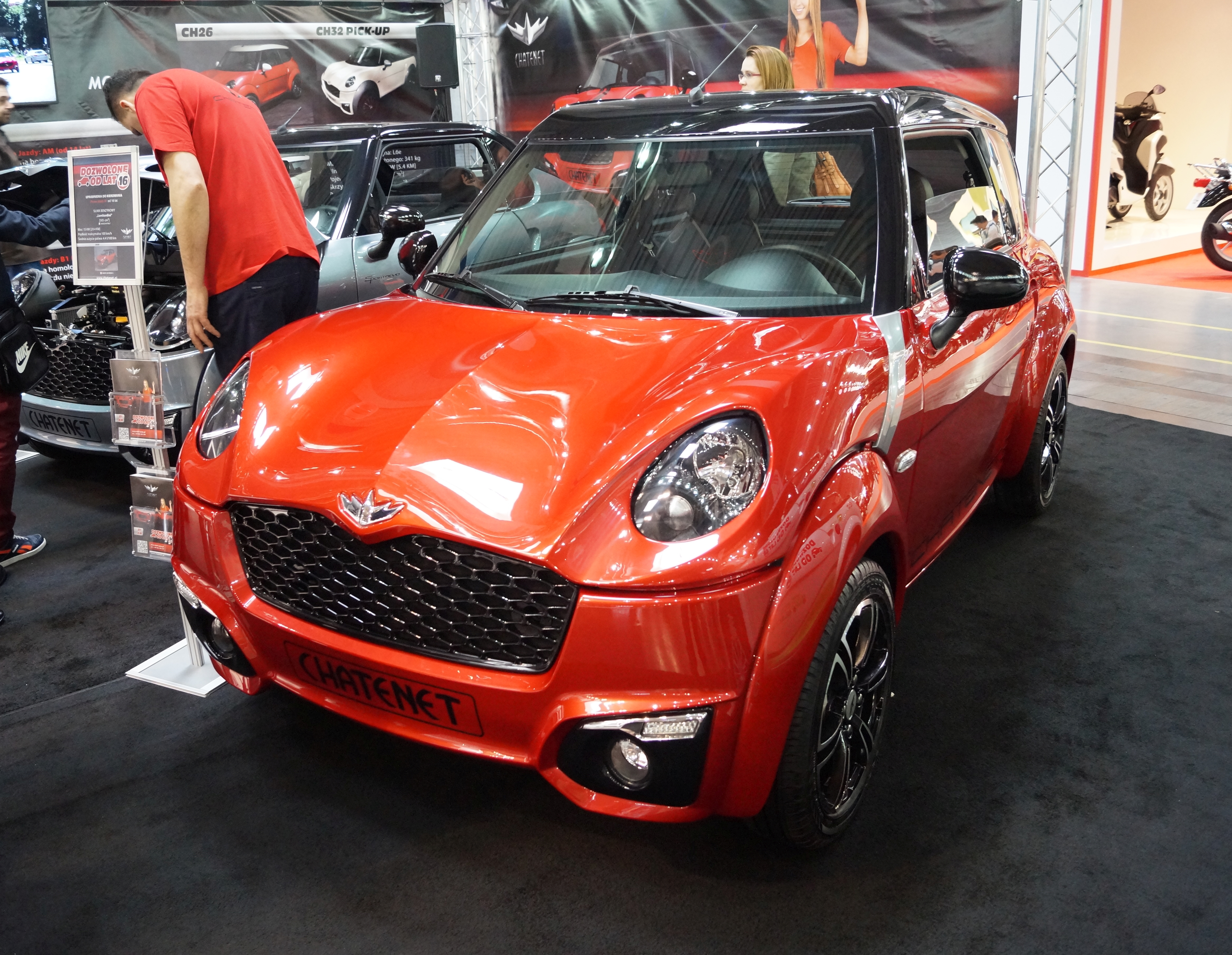
샤트네 CH30
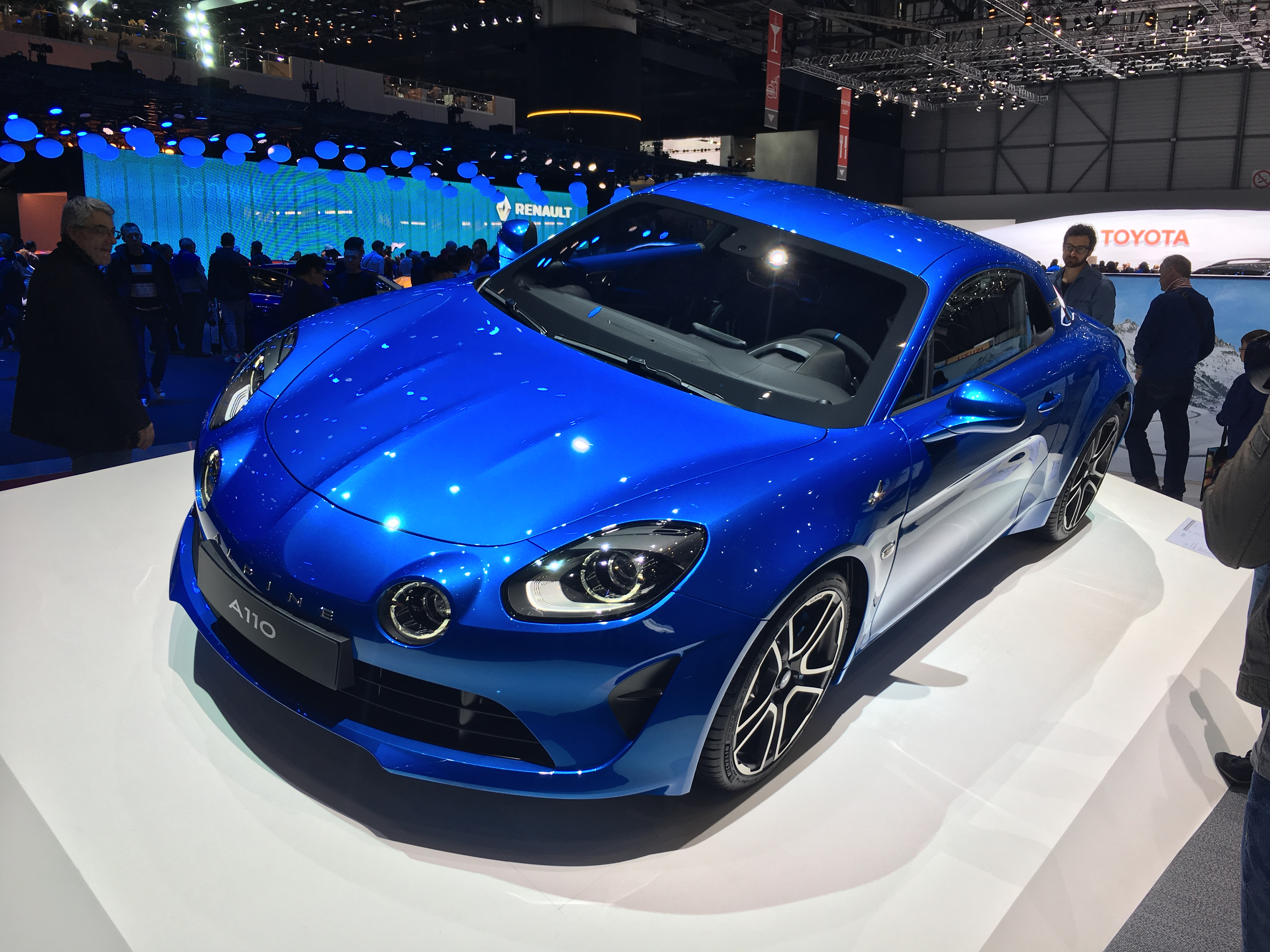
알핀 A110 (2017)
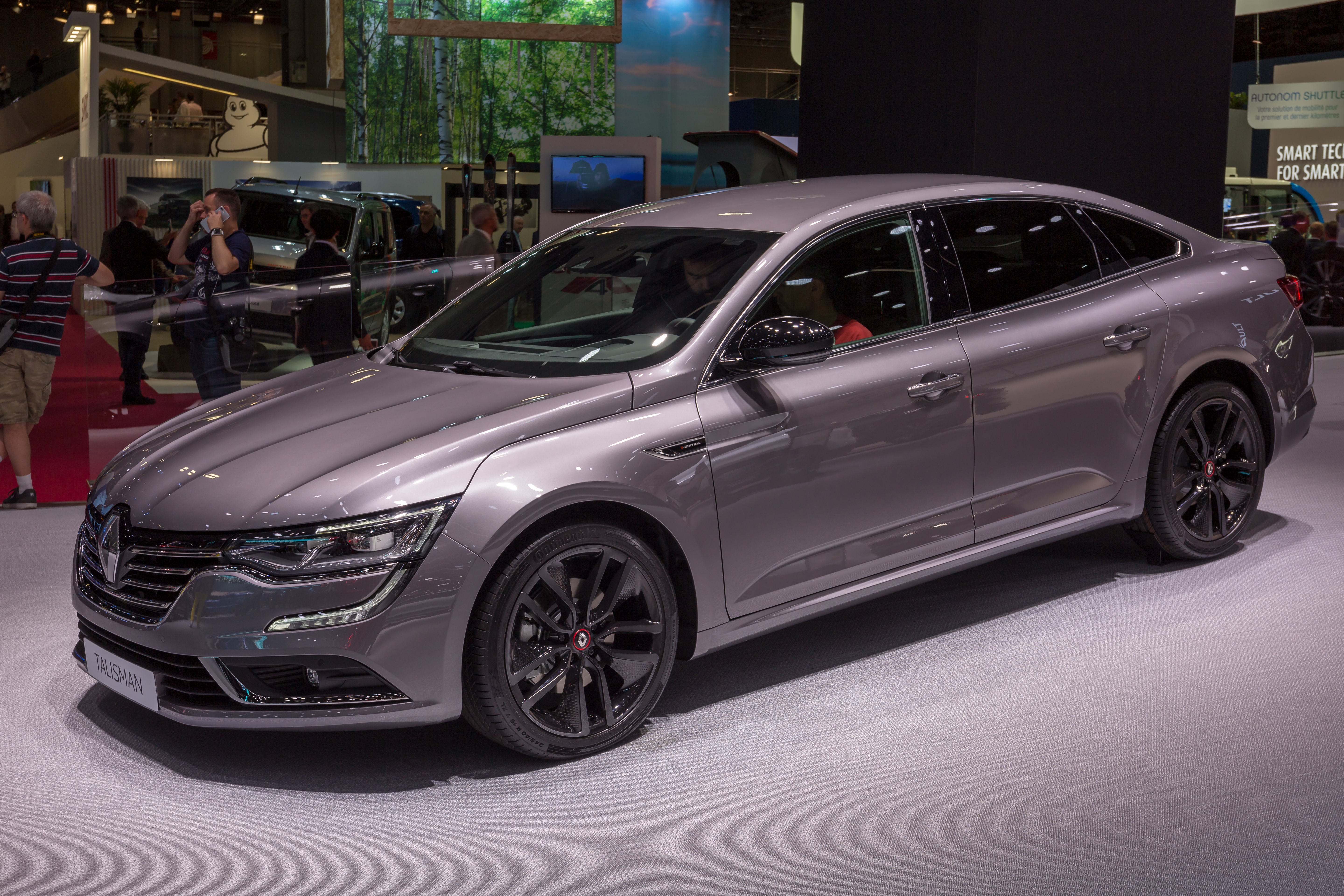
르노 탈리스만

## 같이 보기
- List of automobile manufacturers of France
- 프랑스의 자전거 산업

## 더 읽어보기
- Laux, James Michael. In first gear: The French automobile industry to 1914. McGill-Queen's University Press. 1976. ISBN 978-0-7735-0264-2
- Stobbs, William. Les grandes routières: France's classic grand tourers. Motorbooks International. 1990 ISBN 978-0-87938-484-5
- Loubet, Jean-Louise. Histoire de l'automobile francaise. Seuil. ISBN 978-2-02-037618-1